# Réseau breton
Vous lisez un « article de qualité » labellisé en 2008.

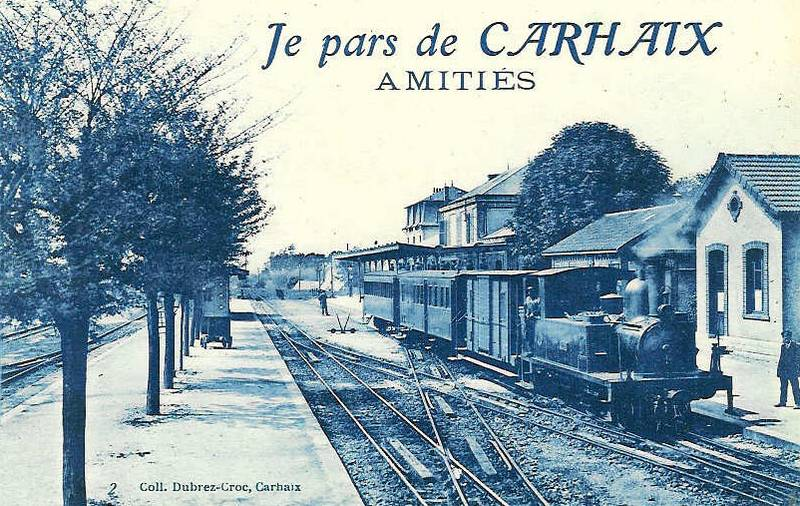
Gare de Carhaix, locomotive tender type 120.

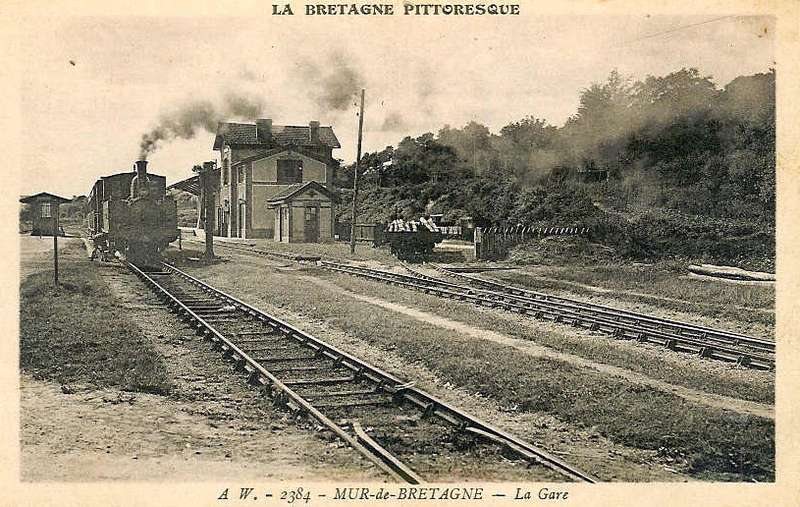
Gare de Mûr-de-Bretagne, locomotive tender type 120.

Avec 426 kilomètres de ligne à l'écartement métrique, le Réseau Breton (RB) était l'un des plus importants réseaux ferroviaires secondaires de France. Il a été construit à la fin du XIXe siècle et au début du XXe siècle pour desservir le centre de la Bretagne. Il était composé de cinq lignes déclarées d'intérêt général qui, à partir de Carhaix, centre du réseau, reliaient les villes de Paimpol, Morlaix, Camaret-sur-Mer, Rosporden et La Brohinière. Son exploitation a fait appel en particulier à de puissantes locomotives Mallet. Ce réseau a contribué au développement économique des communes du centre de la Bretagne jusqu'alors isolées.
En 1967, les lignes ont été fermées à l'exception des lignes Carhaix-Guingamp et Guingamp-Paimpol, qui ont été converties à l'écartement standard. En 2008, il ne subsiste que ces lignes et quelques vestiges répartis sur les lignes déferrées. Une partie du matériel a été préservée par des particuliers et des associations. Une partie de l'emprise des lignes déferrées a été convertie en voies vertes et participent du cyclotourisme dans la région.

## Le réseau

### Naissance du réseau

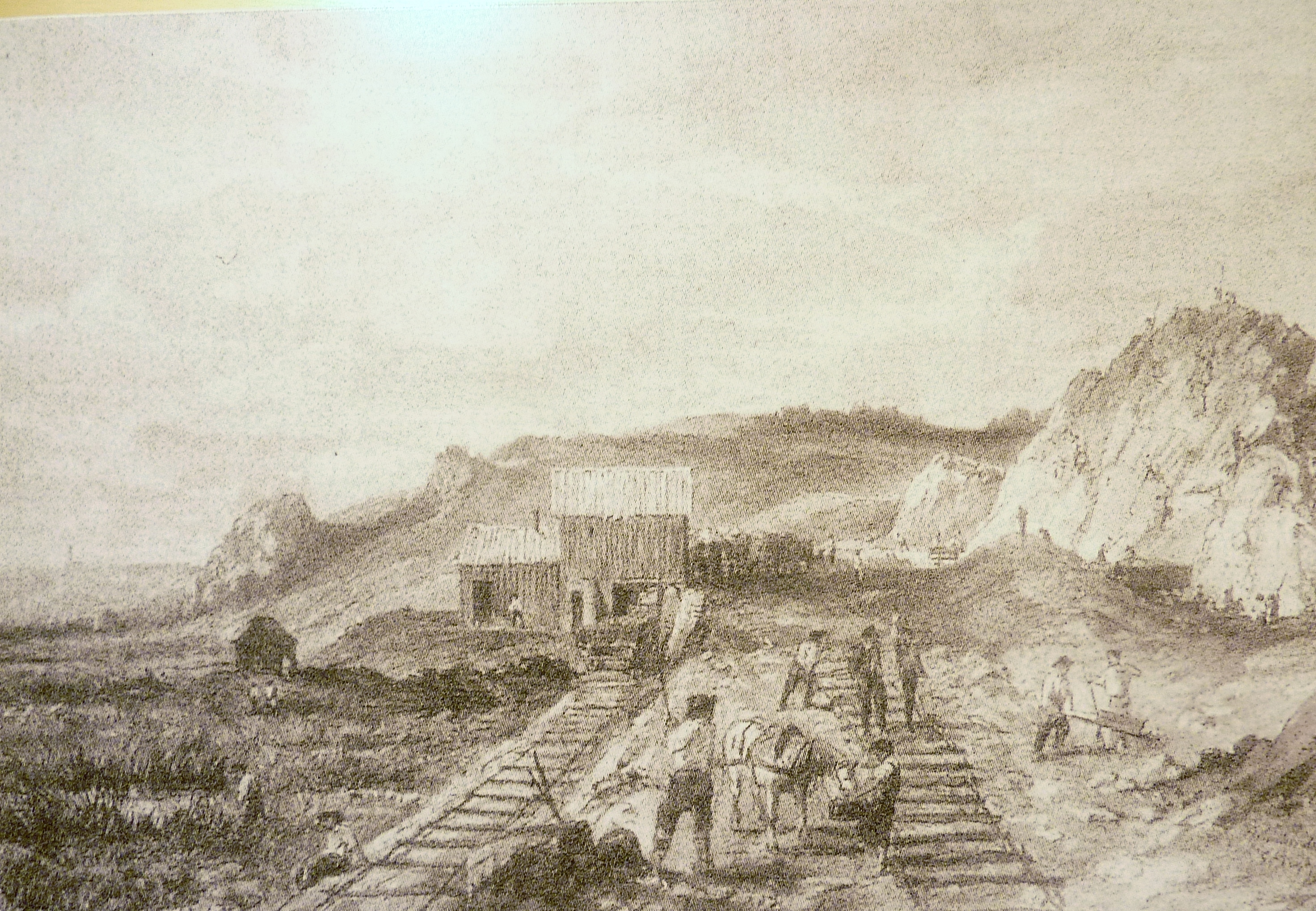
Construction de la ligne de chemin de fer Morlaix-Carhaix en 1885 (dessin d'Edmond Puyo).

Entre 1857 et 1896, la Bretagne était uniquement desservie par les lignes du « grand réseau » de la Compagnie des chemins de fer de l'Ouest et de la Compagnie du chemin de fer de Paris à Orléans. Il s'agissait principalement des lignes Paris - Brest et Savenay - Landerneau (passant par Redon et Quimper), desquelles divergeaient quelques radiales. Toutefois, le centre de la région était éloigné de ces lignes et il apparut rapidement le besoin de mailler plus finement cette partie de la Bretagne.
Plusieurs lois de 1881 déclarèrent d’utilité publique la construction des lignes Carhaix - Morlaix, Guingamp - Paimpol, Saint-Méen-le-Grand - Loudéac et Loudéac - Carhaix, dont la Compagnie des chemins de fer de l'Ouest obtint la concession par convention du 17 juillet 1883. Cette dernière soumit alors l'idée de construire le réseau en étoile autour de la ville de Carhaix. Afin de diminuer les coûts de construction et d'entretien, la Compagnie de l'Ouest proposa qu'il soit réalisé en utilisant la voie métrique. Ces idées furent acceptées et validées par une convention le 25 mars 1885, puis par un avenant le 30 juin avant d'être entérinées par la déclaration d'utilité publique le 10 décembre. Deux autres lignes furent ajoutées à la concession : la ligne Carhaix - Châteaulin et la ligne Carhaix - Quimperlé dont le terminus est finalement déplacé à Rosporden.
Ne souhaitant pas exploiter directement ce réseau, la Compagnie de l'Ouest décida d'en affermer son exploitation à la Société générale des chemins de fer économiques qui exploitait déjà de nombreux réseaux d'intérêt local. Le 5 mars 1886, le traité d'affermage fut conclu avant d'être approuvé par un décret un an plus tard.
Le 8 juillet 1909, une extension du réseau fut déclarée d'utilité publique. Elle complétait la ligne de Châteaulin jusqu'à Camaret. La Première Guerre mondiale freina la construction de cette ligne qui fut finalement mise en service dans sa totalité le 14 juin 1925.

### Lignes à voie métrique

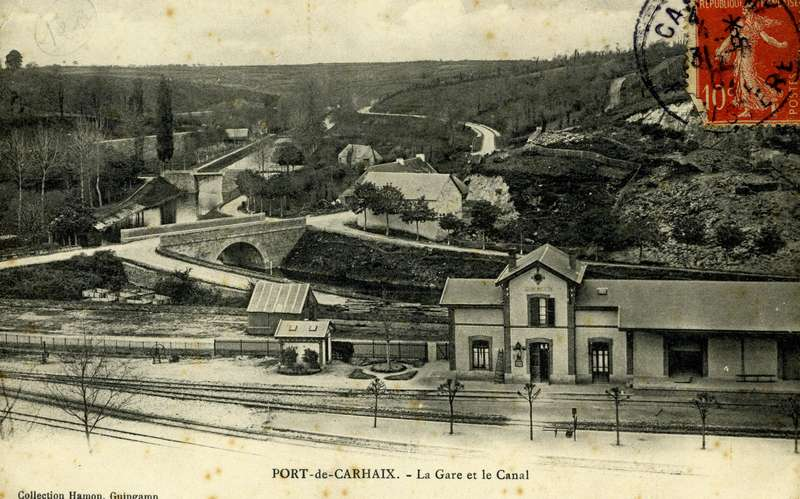
La gare de Port-de-Carhaix bifurcation des lignes de Chateaulin et Rosporden

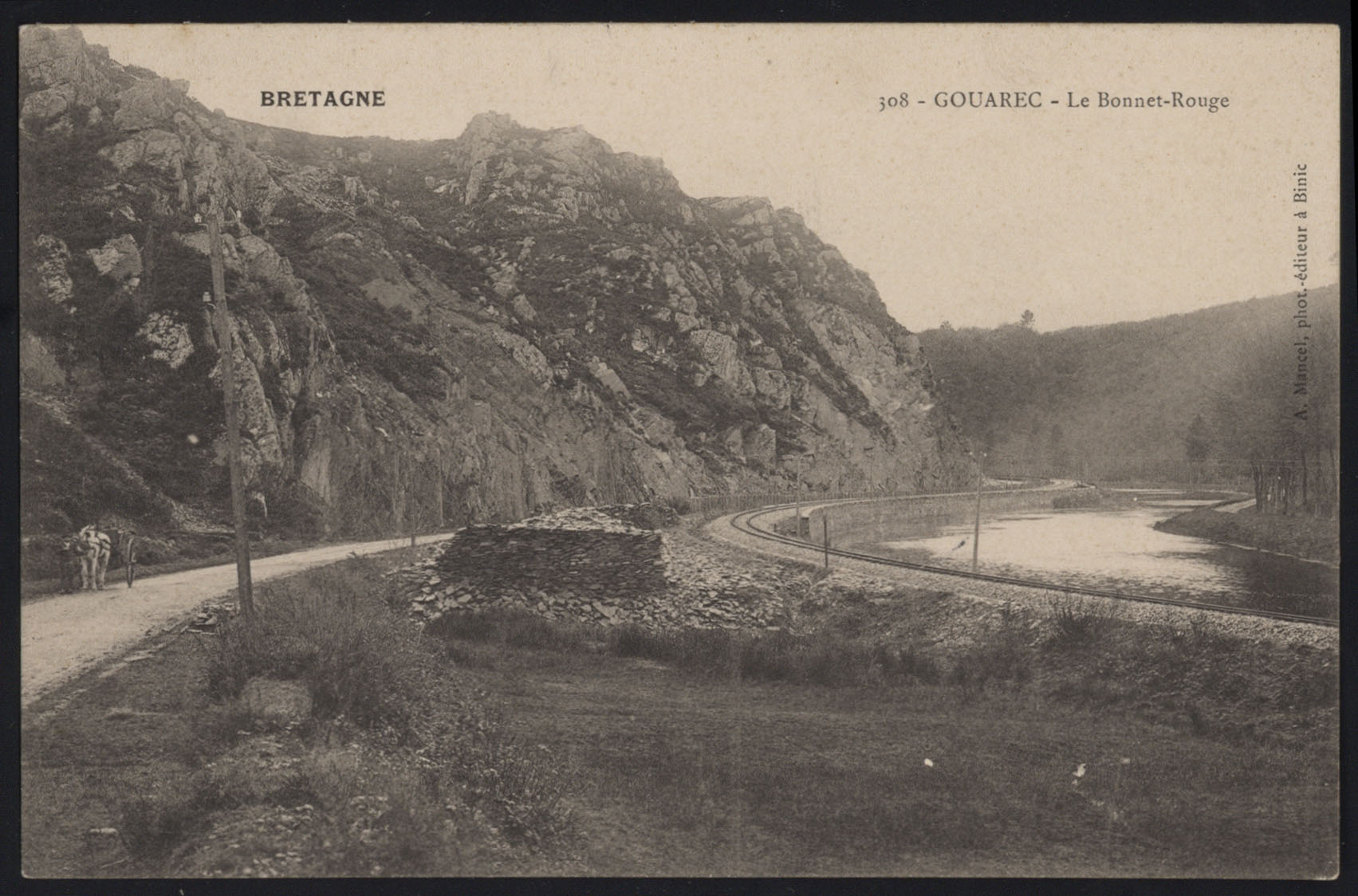
La voie ferrée à Gouarec.

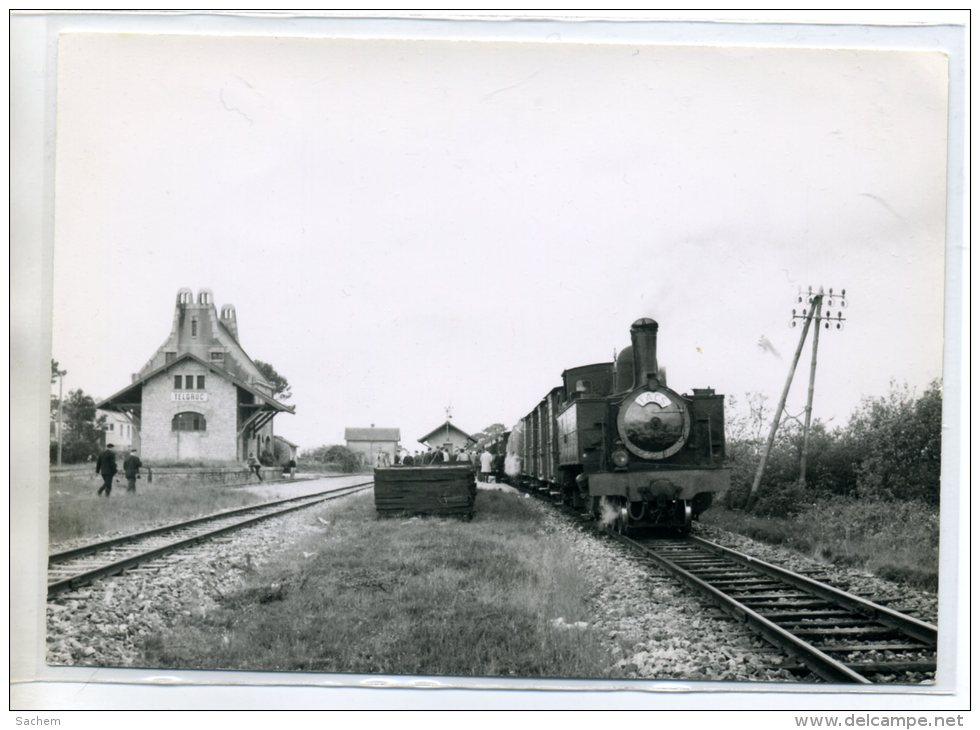
Gare de Telgruc sur la ligne Châteaulin - Camaret.

Ainsi le Réseau breton était constitué de cinq lignes ayant pour centre la ville de Carhaix :
- Carhaix - Guingamp - Paimpol
- Carhaix - Morlaix
- Carhaix - Châteaulin - Camaret
- Carhaix - Rosporden
- Carhaix - Loudéac, Loudéac - La Brohinière.

Ces lignes furent construites par étapes comme suit :
| Date d'ouverture  | Ligne                                   | Kilométrage |
| ----------------- | --------------------------------------- | ----------- |
| 28 septembre 1891 | Carhaix - Morlaix                       | 48,95       |
| 24 septembre 1893 | Carhaix - Guingamp                      | 53,30       |
| 14 août 1894      | Guingamp - Paimpol                      | 36,85       |
| 2 août 1896       | Carhaix - Rosporden                     | 49,75       |
| 15 mai 1898       | Carhaix - Rostrenen                     | 21,53       |
| 17 août 1902      | Rostrenen - Loudéac                     | 50,18       |
| 30 août 1904      | Carhaix - Pleyben                       | 41,10       |
| 1er octobre 1904  | Loudéac - Saint-Lubin-le-Vaublanc       | 16,19       |
| 12 février 1906   | Embranchement du port de Morlaix        |             |
| 4 août 1906       | Pleyben - Châteaulin-Ville              | 13,26       |
| 11 août 1907      | Châteaulin-Ville - Châteaulin-PO        | 2,57        |
| 12 août 1907      | Saint-Lubin-le-Vaublanc - La Brohinière | 41,88       |
| 1er juin 1912     | Embranchement du port de Gouarec        |             |
| 12 août 1923      | Châteaulin-PO - Crozon                  | 37,75       |
| 14 juin 1925      | Crozon - Camaret-sur-Mer                | 10,40       |
| 14 juin 1925      | Perros-Saint-Fiacre - Le Fret           | 3,60        |

Il existait des embranchements pour rejoindre les ports, les carrières ou autres industries situés à proximité de la voie.

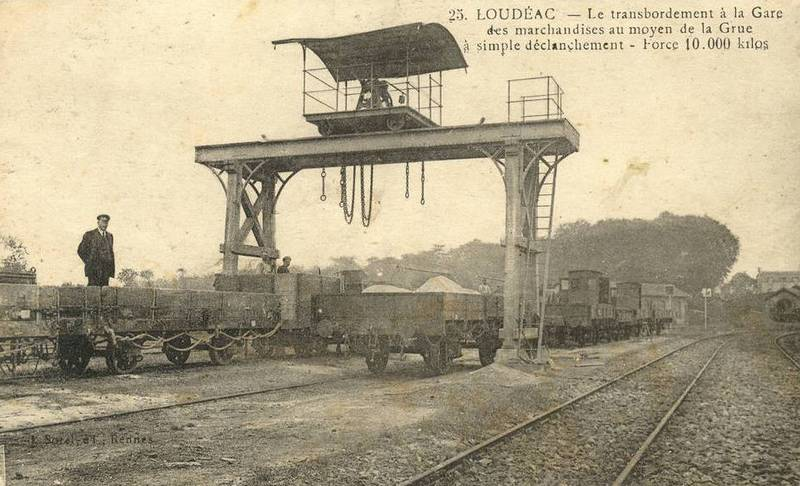
Pont transbordeur en gare de Loudéac.

Le réseau comportait plusieurs gares de correspondance avec le « grand réseau »:
- Morlaix, Guingamp et La Brohinière avec la ligne de Paris-Montparnasse à Brest de la Compagnie des chemins de fer de l'Ouest ;
- Loudéac avec la ligne de Saint-Brieuc à Pontivy de la Compagnie des chemins de fer de l'Ouest ;
- Châteaulin et Rosporden avec la ligne de Savenay à Landerneau Compagnie du chemin de fer de Paris à Orléans.

Il existait également des gares de correspondances avec d'autres réseaux secondaires de la région :
- Loudéac avec la ligne Loudéac - Plémy (1925 - 1937) des chemins de fer des Côtes-du-Nord ;
- Rostrenen avec la ligne Quintin - Rostrenen (1907 - 1938) des chemins de fer des Côtes-du-Nord ;
- Guingamp avec les lignes Plouha - Guingamp (1905 - 1939) et Guingamp - Saint-Nicolas-du-Pélem (1924 - 1938) des chemins de fer des Côtes-du-Nord ;
- Plouëc-du-Trieux avec la ligne Plouëc - Tréguier (1905 - 1939) des chemins de fer des Côtes-du-Nord ;
- Paimpol avec les lignes Tréguier - Paimpol (1924 - 1950) et Plouha - Paimpol (1924 - 1956) des chemins de fer des Côtes-du-Nord ;
- Châteauneuf-du-Faou et Rosporden avec la ligne Landivisiau - Rosporden (1912 - 1934) des chemins de fer armoricains ;
- Gourin avec la ligne Gourin - Meslan des chemins de fer du Morbihan.

À cette liste, on peut ajouter la gare de Morlaix qui était le point de départ de la ligne Morlaix - Plestin-les-Grèves (1912 - 1934) des chemins de fer armoricains. Toutefois il ne s'agissait pas vraiment d'une gare de correspondance puisque les gares du Réseau breton et des chemins de fer armoricains n'étaient pas situées côte-à-côte (la gare CFA est au pied du viaduc). Un funiculaire avait été prévu pour relier les deux gares.
Ces lignes secondaires étaient, elles aussi, à l'écartement métrique avec des normes similaires, ce qui rendait possible l'échange de matériel. Si certaines gares (Rostrenen, Plouëc-du-Trieux…) avaient une voie de raccordement, d'autres (Gourin, Rosporden, Châteauneuf-du-Faou) étaient simplement équipées de voies de transbordement.
En plus des cinq lignes du Réseau breton, la ligne entre Pont-l'Abbé et Saint-Guénolé (village de Penmarch) présente un profil singulier. D'abord exploitée par les Chemins de fer départementaux du Finistère, elle devait être fermée peu avant la Seconde Guerre mondiale mais fut finalement rouverte et son exploitation fut confiée au Réseau breton. En 1947, elle fut mise à l'écartement standard pour le trafic de fret. Elle a été fermée en 1963.

### Des années 1920 à la réorganisation

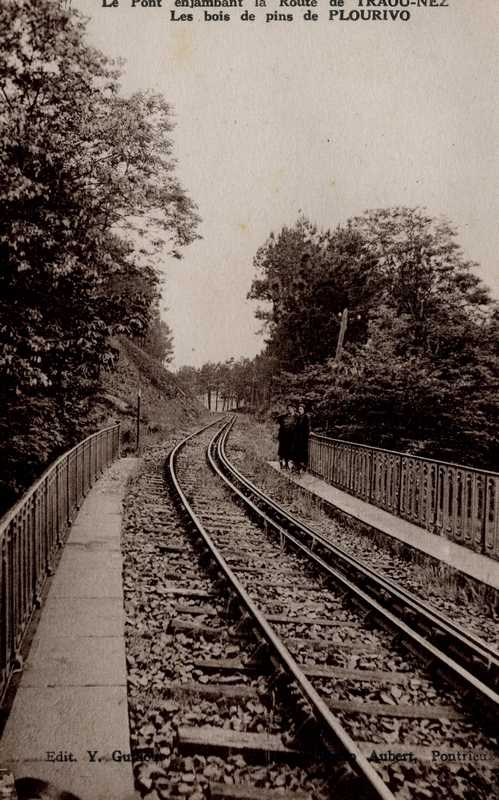
Voie ferrée avec 3 files de rails: 1.00 m et 1.435 m près de Plourivo.

Un troisième rail est ajouté à la ligne de Guingamp à Paimpol en 1924. Cet ajout faisant suite à une loi du 22 juillet 1923 et permet la circulation de matériel à écartement normal sur cette ligne. À partir de ce moment, la quasi-totalité du trafic se fait en voie normale à l'exception des wagons en provenance des autres lignes du Réseau breton.
Dès 1939, le trafic voyageur des lignes de Carhaix à Morlaix, de Loudéac à La Brohinière et de Perros-Saint-Fiacre au Fret est remplacé par des autocars. Toutefois à la déclaration de la Seconde Guerre mondiale, en septembre 1939, les autocars sont réquisitionnés, ce qui provoqua la réouverture du service voyageurs. Pendant la durée du conflit, le nombre de circulation voyageurs est réduit à quelques allers-retours quotidiens. Le trafic marchandises est pour sa part augmenté pour faire face à la demande de matériaux et de produits agricoles. Les dégradations de la guerre (locomotives et infrastructures endommagées) fragilisent la situation du réseau. La ligne entre Perros-Saint-Fiacre et Le Fret est de nouveau fermée aux voyageurs en mai 1946. Seuls quelques rares trains marchandises y circulent encore. La ligne Loudéac - La Brohinière subit le même sort en octobre 1953.
Au début des années 1960, le dépeuplement des campagnes s'amorce dans le cadre de l'exode rural. Ce phénomène, auquel s'ajoute l'augmentation significative des véhicules automobiles, n'améliore pas la situation financière du réseau. Une nouvelle réorganisation est alors opérée. Le 25 septembre 1962, le trafic marchandises de la ligne Carhaix - Morlaix est limité à la gare de Plougonver. Les transbordements vers la voie normale, qui avaient lieu précédemment à la gare de Morlaix, sont transférés à la gare de Guingamp. Toutes des installations marchandises de la gare de Morlaix sont déposées pour l'agrandissement de l'emprise SNCF.
La société générale des chemins de fer économiques, devenue société générale de chemins de fer et de transports automobiles (CFTA), se diversifie en faisant l'acquisition d'autocars. Elle récupère l'affermage du Réseau breton en 1963 pour le compte de la SNCF. En mars 1963, le groupe évoque déjà la mise à l'écartement standard de la ligne Carhaix - Guingamp ainsi que les problèmes rencontrés sur les autres lignes du réseau.

### Fin de la voie métrique
Un plan de réorganisation du Réseau breton fut publié le 21 octobre 1966. Ce plan prévoyait une augmentation des crédits pour les routes du centre Bretagne, la mise à l'écartement standard de la ligne Carhaix - Guingamp et l'exploitation routière des autres lignes à des tarifs identiques.
Entre le 14 février et le 3 juillet 1967, la ligne Carhaix - Guingamp fut mise à l'écartement standard. Les autres lignes fermèrent au trafic voyageurs le 9 avril 1967. Il ne subsistait qu'un trafic marchandises sur Carhaix - Châteaulin, Carhaix - Rosporden et Carhaix - Loudéac - La Brohinière. Ces lignes fermèrent à leur tour, le 30 septembre 1967. Ainsi il n'y avait plus aucune circulation commerciale sur les lignes à voie métrique.
Le matériel fut rapidement transféré sur d'autres réseaux, vendu ou démoli et les voies déposées entre 1968 et 1970. Il n'existait pas d'association de préservation en Bretagne. Ainsi, à part le matériel vendu aux particuliers, seule une locomotive Mallet a été préservée en Bretagne, le reste du matériel a été dispersé un peu partout en France.
En 2008, il n'existe qu'une seule association préservant du matériel métrique en Bretagne. Il s'agit de l'Association des chemins de fer des Côtes-du-Nord. Elle a récupéré des wagons, des autorails, une draisine et des grues du Réseau breton.
En 2011, une seconde association ayant pour but la préservation de matériel métrique est créée. Il s'agit des Amis du Chemin de Fer de Bon-Repos basé dans l'ancienne halte de Bon-Repos. Son objectif est de reposer 4,1 km de voie vers la gare de Gouarec.

### Voie normale
La mise à l'écartement standard de la ligne Carhaix - Guingamp a été réalisée en cinq mois. Pour cette opération, près de 200 ouvriers du Réseau breton ont été mobilisés. Ils ont ainsi posé près de 44 kilomètres de rails, 9 750 traverses et 100 000 tonnes de ballast. Côté matériel, quatre bourreuses, une dresseuse et une régaleuse ont été utilisées. Le changement d'écartement a nécessité la reconstruction de 16 ponts.
De ce fait en 1968, il ne restait en activité que les lignes Guingamp - Carhaix et Guingamp - Paimpol. Leur exploitation est assurée par la société Transdev Rail, filiale du groupe Transdev, dans le cadre d'un contrat d'affermage avec la SNCF.
En été, un train vapeur est mis en service entre les gares de Pontrieux et Paimpol : le chemin de fer touristique La Vapeur du Trieux.

## Vie du réseau

### Exploitation

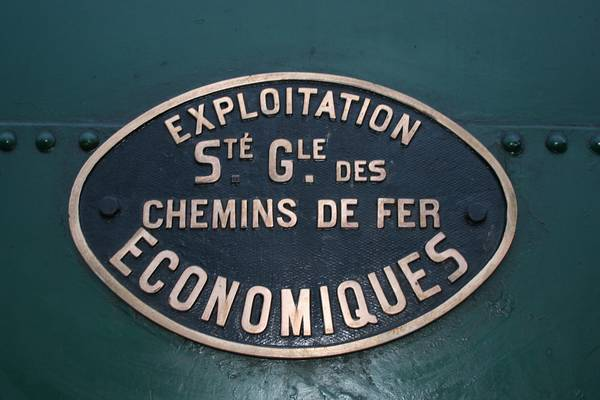
Plaque de l'exploitant sur la E332.

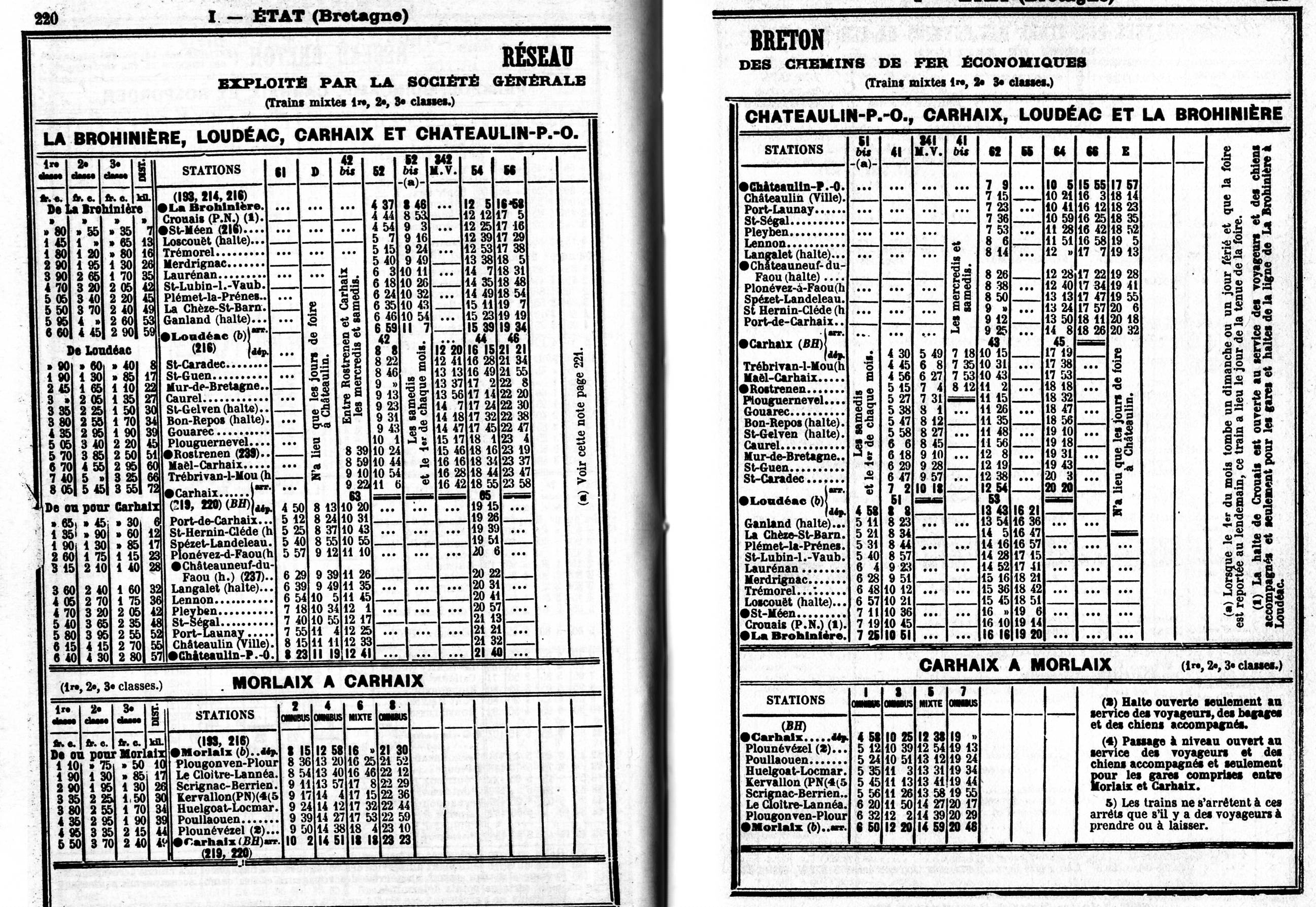
Horaires des lignes La Brohinière - Loudeac - Carhaix - Châteaulin et Morlaix à Carhaix en mai 1914 (Cliquer sur l'image pour l'agrandir).

Les lignes du réseau étaient toutes à voie unique ce qui signifie que les trains ne pouvaient se croiser que dans certaines gares. Au début de l'exploitation, les équipes de conduite utilisaient des « bâtons-pilote ». Chaque tronçon (entre chaque gare) possédait son bâton-pilote. Lorsque le mécanicien avait le bâton-pilote, cela signifiait que la voie était libre et qu'il pouvait y aller. À la gare suivante, il laissait son bâton-pilote et devait récupérer le suivant. En cas de train supplémentaire, le bâton était remplacé par un morceau de papier.
À la mise en place du téléphone, l'exploitation du réseau se faisait par cantonnement téléphonique : avant de donner le départ à un train, le chef de gare appelait la gare suivante pour savoir si la voie était libre. Ce mode de fonctionnement est toujours en service sur la ligne Carhaix - Guingamp - Paimpol.
Le Réseau breton a connu un trafic marchandise important. L'importance de l'agriculture dans la région faisait qu'il était fréquent de voir des trains de pommes de terre, de paille ou d'animaux partant aux foires. Le matériel nécessaire à l'agriculture (faucheuses, batteuses, tracteurs) arrivait également par train. La ligne de Camaret a connu un trafic marchandises important avec l'expédition des produits de la pêche. Il existait des wagons couverts frigorifiques destinés au transport de ces produits. À Châteaulin, les fruits de mer étaient transbordés dans des wagons du Paris-Orléans pour arriver à Paris le lendemain matin.
Une autre source de trafic marchandises était le transport d'ardoises. En effet, les ardoisières de Maël-Carhaix étaient très cotées. Ces ardoises partaient via le Réseau breton pour les grandes villes. Enfin, à l'occasion de courses organisées à Callac, des chevaux étalons étaient amenés du haras national de Lamballe. Du fait de leur valeur, les étalons étaient chargés à un par wagon.
Des trains voyageurs spéciaux étaient mis en place pour des occasions particulières comme les foires aux animaux, les courses de chevaux, la course cycliste « le circuit de l'Aulne » à Châteaulin et des fêtes de pardons. D'autres trains étaient mis en place l'été pour amener les habitants de Carhaix à la mer. Ces trains étaient appelés « bain de mer ». Il arrivait que les voitures soient garées sur une voie de garage pour être reprises le soir.
À la fin des années 1930, le Réseau breton était en situation financière délicate. Un audit fut conduit en 1938 par l'inspecteur divisionnaire Olivier. Il visita les lignes de Morlaix, Rosporden, Camaret et Paimpol et étudia en particulier le régime de travail des salariés. Le personnel travaillait 40 heures par semaine sous la forme de six journées de 6h40. Il releva également la moyenne journalière de tickets et d'enregistrements de marchandises pour certaines gares. Les différences étaient importantes entre les différentes gares du réseau. Certaines comme Gourin s'en sortaient bien avec une moyenne de 26 billets et 60 enregistrements par jour alors que d'autres comme la gare de Kerbiquet sur la ligne de Rosporden ne faisait qu'une moyenne de 3,5 billets et 1 enregistrement par jour.
Au cours de l'année 1946, le Réseau breton a transporté au total 1 100 000 voyageurs et 360 000 tonnes de marchandises.

### Les guerres
Le Réseau breton a peu souffert lors la Première Guerre mondiale car il était éloigné du front. Cependant de l'outillage fut réquisitionné par l'armée et transféré sur le front via le train.

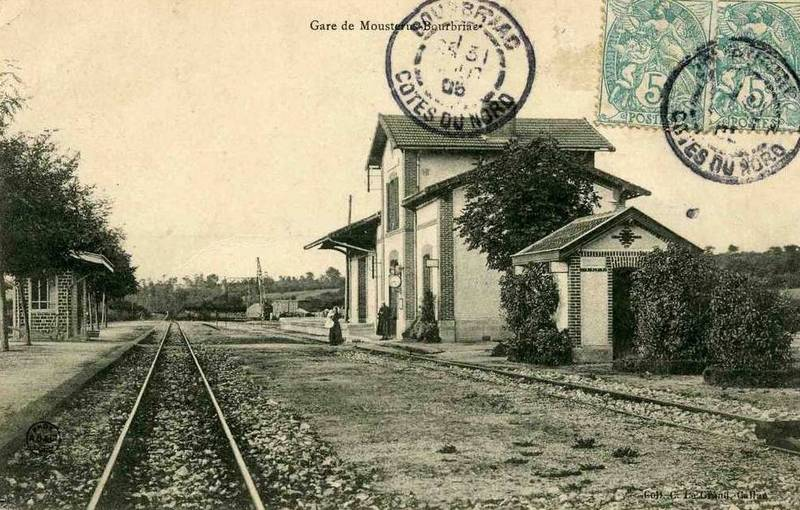
La gare de Moustéru, théâtre d'un sabotage le 5 avril 1944.

Lors de la Seconde Guerre mondiale, les résistants ont réalisé plusieurs sabotages tels que l'incendie de wagons, le démontage de voies ou tout simplement la dégradation du matériel. Toutefois ces actes ont été moins nombreux que sur les grandes lignes ou sur les réseaux côtiers. Ces actions ont conduit à des déraillements dont voici quelques exemples :
- 28 janvier 1944 à Pontrieux : changement de voie au niveau d'une aiguille alors qu'un convoi passe dessus provoquant son déraillement ;
- 16 février 1944 à Plouisy : démontage d'un rail causant le déraillement de la locomotive et de huit wagons ;
- 1er mars 1944 à Plouisy : au même endroit que le précédent déraillement, 600 m de voies sont détériorées. La locomotive et sept wagons déraillent ;
- 5 avril 1944 à Moustéru : déboulonnement du rail droit provoquant le déraillement de huit wagons qui s'enchevêtrent.

Toutefois les actes de sabotage visaient rarement le matériel directement, mais plus souvent les chargements pour bloquer leur avance. Les cheminots tenaient à leurs locomotives et ne voulaient donc pas les endommager. Ainsi les sabotages étaient le plus souvent de petits déraillements et il n'était pas rare que des avions des alliés viennent mitrailler le convoi immobilisé tout en préservant la locomotive et les cheminots. Une autre technique utilisée par la résistance était d'enlever l'huile des boîtes d'essieu de wagons. Ceci provoquait rapidement une boîte chaude (échauffement du moyeu) et imposait l'immobilisation du wagon et donc du convoi.
Certains cheminots du Réseau breton ont été envoyés sur d'autres réseaux pour conduire des locomotives ou en Allemagne dans le cadre du service du travail obligatoire. De même plusieurs trains ont été réquisitionnés pour transporter des matériaux de construction vers la côte pour le Mur de l'Atlantique. Les produits agricoles étaient également réquisitionnés et transportés par le chemin de fer pour nourrir les troupes allemandes et les villes. Toutefois, là encore la résistance entrait en action en détournant certains de ces trains.
En 1944, six locomotives à vapeur ainsi que le pont sur l'Aulne ont été endommagés.

### Accidents
Le réseau n'a connu que peu d'accidents graves. La majorité des accidents étaient dus à l'imprudence des véhicules aux passages à niveau. Curieusement, il y eut plus d'accidents aux passages gardés qu'aux passages non gardés. Ceci s'explique par la prudence des conducteurs aux passages non gardés et à la confiance dans le système pour les passages gardés. Cependant il y avait parfois des problèmes techniques. Les barrières n'étaient pas automatiques, mais descendues ou poussées par les gardes barrières.
Il y eut toutefois quelques collisions entre des trains entraînant parfois le décès de l'équipe de conduite. Ces accidents sont restés toutefois assez rares.

### Vie sociale

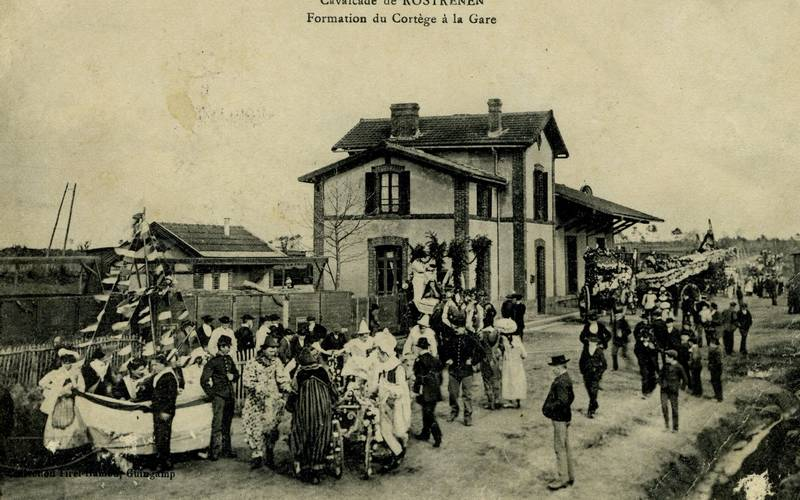
Départ d'un cortège en gare de Rostrenen.

Le Réseau breton a fortement marqué la région et particulièrement la ville de Carhaix, cœur du réseau où de nombreux habitants vivaient grâce ou pour le Réseau breton. Certains quartiers étaient d'ailleurs composés essentiellement de cheminots : la rue du « Maroc » (nom donné en référence aux nombreux cheminots ayant fait leur service militaire chez les tirailleurs marocains), la rue des « chapeaux mous » (surnom donné aux cadres et ingénieurs), le quartier « nègre » où vivaient les chauffeurs et mécaniciens noircis par le charbon et les brûlures).
Les cheminots avaient la possibilité de commander des produits (souvent de l'épicerie) en déposant simplement leur sac et leur liste à la gare. Ils revenaient quelques jours plus tard avec les produits commandés. Ce commerce fonctionnant bien, il fut remplacé par un économat (une sorte de magasin réservé aux familles cheminotes) dans un local à côté de la halle à marchandises de Carhaix.
Le club de football de Carhaix, les « dernières cartouches de Carhaix », a été fortement influencé par le Réseau breton. Certains joueurs ont été recrutés loin de Carhaix et avaient des emplois réservés au Réseau breton.
C'était au sein de la communauté ouvrière ainsi formée que naquit en 1946 le premier bagad (orchestre breton de binious, bombardes et tambours) sous le nom breton de Paotred hent-houarn (qui signifie « les gars du chemin de fer »).
La plupart des cheminots, en raison de leur origine, parlaient breton. Toutefois les cadres ne connaissaient pas cette langue et, de ce fait, les ouvriers pouvaient se moquer d'eux en breton. La langue bretonne fut formellement interdite dans les années 1920 pour éviter ces moqueries.
De nombreux cheminots étaient syndiqués, en grande majorité à la CGT, mais également à la CFTC et à FO. Ainsi le Réseau breton fut le théâtre de plusieurs grandes grèves ayant pour objet les salaires, les conditions de travail et les horaires.

## Caractéristiques

### Gares

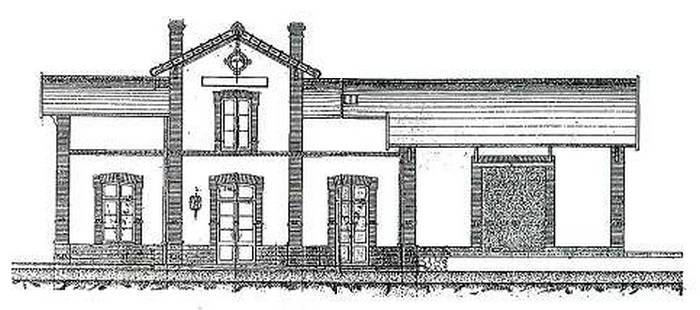
Façade d'une gare modèle du Réseau breton.

Les bâtiments du réseau étaient dans le style de la Compagnie des chemins de fer de l'Ouest. La halle à marchandise était accolée au bâtiment voyageurs. L'étage était destiné au logement du chef de gare. Si la gare était importante, la halle à marchandises pouvait être doublée. Les haltes comprenaient seulement la partie bâtiment voyageurs. Des briques rouges étaient utilisées pour les parements. La toiture était couverte en tuiles. Les soubassements étaient le plus souvent en granit.

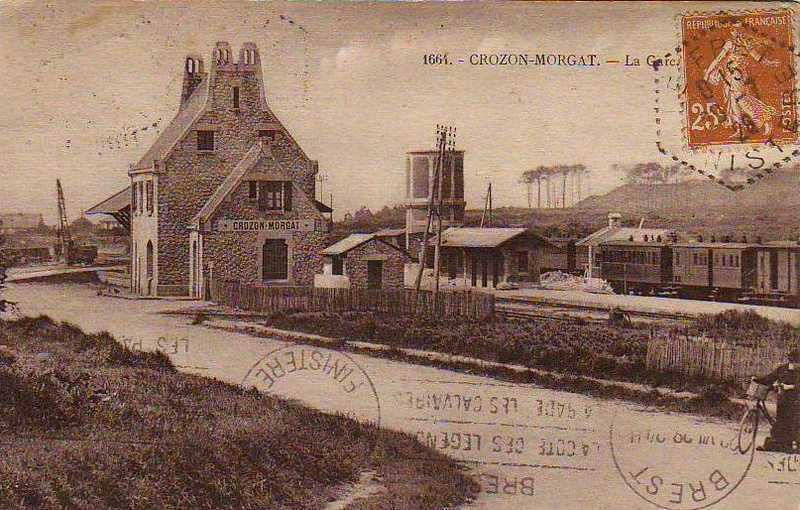
La gare de Crozon-Morgat à l'architecture spécifique de la ligne Châteaulin - Camaret.

Les bâtiments de la ligne Châteaulin à Camaret, ouverte tardivement, avaient un style particulier (à l'exception de la gare de Perros-Saint-Fiacre qui avait le style des autres gares du réseau). À leur construction, un effort avait été fait pour qu'ils soient plus en accord avec le style local. Le toit a ainsi été fait en ardoise, les pierres d'angle étaient en granit de même que les cheminées. Cependant, l'importante pente du toit et les hautes cheminées faisaient que ces bâtiments ne passaient pas inaperçus. Même si le style était différent, la conception était similaire aux autres gares (même nombre de pièces et même surface).

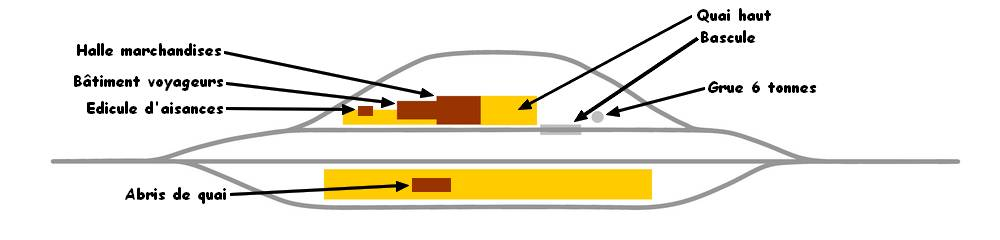
Plan de voie typique des gares du Réseau breton.

Le plan de voie d'une gare typique était le suivant : une voie passant devant la gare pour les marchandises, la voie principale et une voie d'évitement. Entre ces deux dernières, un quai était aménagé pour les voyageurs avec un abri de quai. Dans certaines gares, une voie traversait la cour de la gare.
Certaines gares avaient toutefois des dispositions particulières dont :
- la gare de Port-de-Carhaix avec ses cinq voies à quai dont deux d’évitement (un pour la ligne Châteaulin et l'autre pour la ligne de Rosporden) ;
- la gare de Châteaulin-Ville, qui à cause de l’étroitesse de la zone, ne pouvait avoir une troisième voie pour les marchandises. La halle n'était de ce fait pas accolée au bâtiment voyageurs.

Les gares de correspondances avaient un plan de voie plus évolué permettant l'échange de marchandises entre les réseaux. Les gares de Loudéac et Camaret disposaient d'un petit dépôt permettant le stockage de cinq locomotives vapeur tandis que les gares de Crozon, Châteaulin, Morlaix, La Brohinière et Rosporden avaient une remise à locomotives. Un relais traction est présent à la Patte-d'Oie à Guingamp pour le remisage des locomotives à voie normale utilisées sur la ligne de Paimpol.

### Gare de Carhaix

Schéma de la gare de Carhaix en 1925.

Au cœur du réseau, la gare de Carhaix était sans doute la gare à voie métrique la plus importante de France. Elle disposait d'un dépôt atelier et d'un triage. Au total, le complexe présente plus de 6 km de voies et 70 aiguillages. L'été, environ 40 trains en partaient chaque jour.
La partie atelier comptait 15 voies couvertes. Elle était décomposée en plusieurs secteurs : un atelier de montage des locomotives, un atelier de chaudronnerie, un atelier d'ajustage et de machines-outils, une forge, une petite fonderie de bronze, un atelier de petite mécanique et d'électricité, un atelier de montage des voitures et des wagons et une menuiserie.
Une remise de 3 voies couvertes était disposée en face de l'atelier, à proximité du bâtiment voyageurs. Elle servait dans un premier temps pour le stockage de voitures voyageurs. À l'arrivée des autorails, elle a été utilisée pour leur stockage.
L'espace marchandise avec une importante halle à marchandises et six voies dédiées était situé en face du bâtiment voyageurs. Un quai découvert et une grue complétait l'équipement de la gare.

### Ouvrages d'art

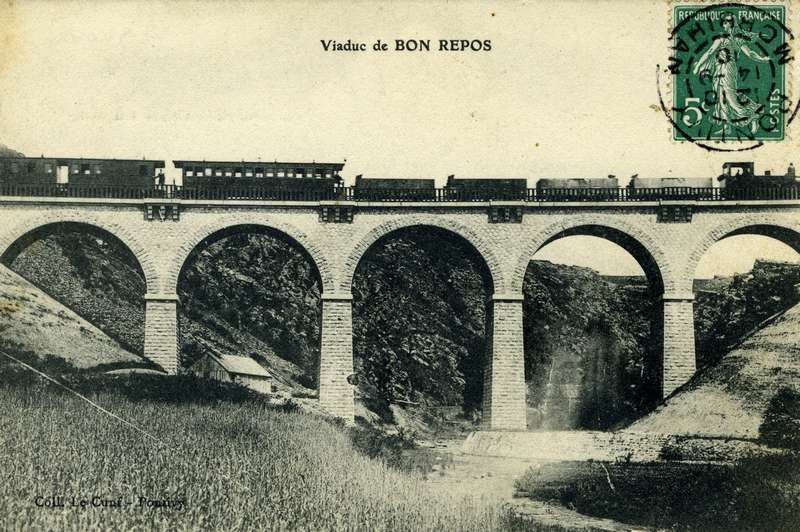
Train sur le viaduc de Bon-Repos.

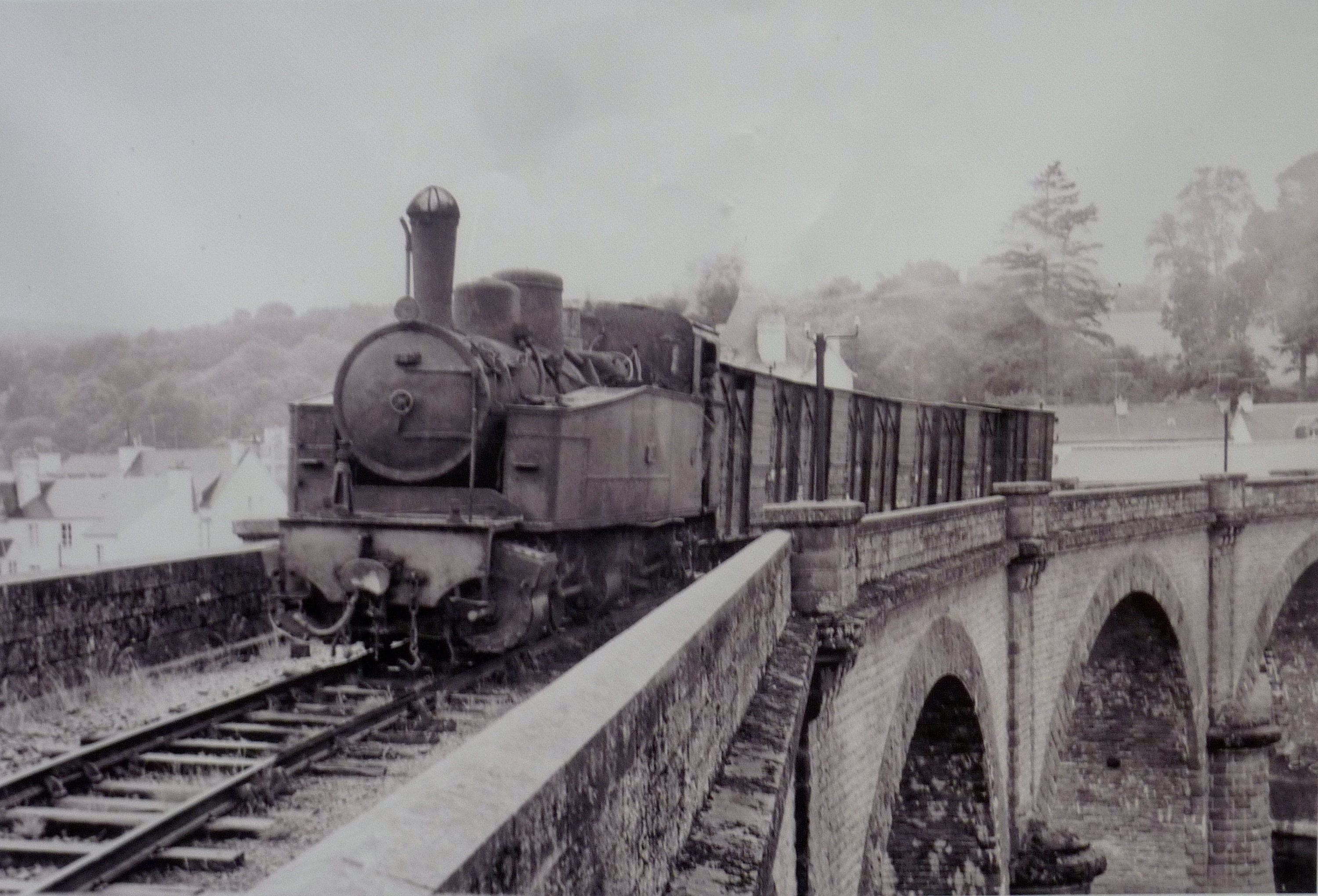
Le viaduc de Châteaulin.

Contrairement aux lignes traversant les reliefs escarpés des côtes, celles du Réseau breton n'empruntaient pas de tracé ayant imposé la construction de viaducs et tunnels. Il existait tout de même quelques ouvrages d'art importants. Certains de ces ouvrages avaient été conçus par Louis Harel de la Noë qui s'illustra ensuite dans la construction des ouvrages d'art des chemins de fer des Côtes-du-Nord.
Des ponts métalliques étaient présents à Pont-Triffen (commune de Spézet - pont en biais sur la ligne de Camaret) pour franchir le canal de Nantes à Brest et à Frynaudour (commune de Quemper-Guézennec sur la ligne de Paimpol) pour franchir le Leff. Ce dernier avait été conçu par Gustave Eiffel.
Du côté des viaducs en maçonnerie, se trouvent les imposants viaducs en courbes de Châteaulin (ligne de Camaret - 11 arches totalisant 165 m) pour franchir l'Aulne, le viaduc de Pontrieux pour franchir le Trieux mais également les viaducs droits de Bon-Repos, de Mûr-de-Bretagne, de Guiscriff, de Guingamp.
Pour atteindre la gare de Morlaix, la ligne du Réseau breton utilisait un tronçon commun à trois files de rails sur le viaduc de Morlaix. Cet imposant viaduc de 248 m de long et 59 m de haut a été construit pour la ligne Paris - Brest de la Compagnie des chemins de fer de l'Ouest.

### Technique

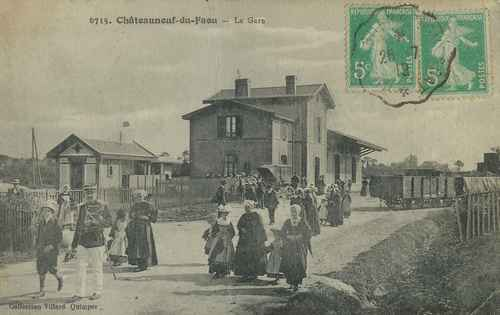
La gare de Châteauneuf-du-Faou.

La signalisation était limitée aux panneaux « S » (Sifflet), « Halte » (indiquant la proximité d'un arrêt facultatif), aux carrés et limites de vitesse. Les carrés étaient situés aux connexions avec la voie normale (en particulier à Morlaix pour le franchissement du viaduc) et à l'entrée de la gare de Carhaix. Il s'agissait de carrés mécaniques manuels,.
La voie était construite avec du rail double champignon de 25 kg au mètre à l'exception de la ligne entre Châteaulin et Camaret qui utilisait du rail vignole de 30 kg au mètre. Du granit concassé servait pour le ballast. Cette disposition permettait une charge jusqu'à 10 tonnes par essieu.
La rampe maximale sur le réseau était de 20 pour mille (2 cm pour 1 m) et le rayon minimum de 150 mètres. La vitesse des trains était limitée à 55 km/h pour les trains vapeur et à 70 km/h pour les autorails. Cette vitesse descendait à 45 km/h et 50 km/h dans les courbes de 150 mètres de rayon.
La plateforme et les ouvrages d'art avaient été conçus au gabarit du matériel voie normale afin de permettre une modification de l'écartement par la suite.

## Matériel roulant

### Locomotives à vapeur

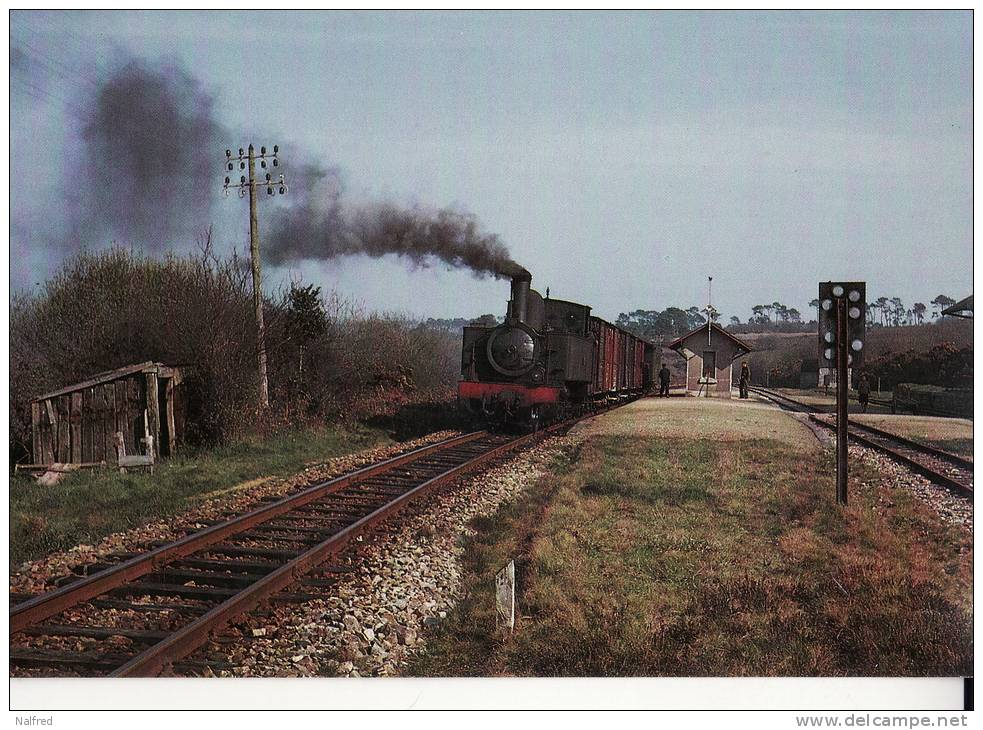
Locomotive 230T série E 321 à 332 en gare de Telgruc (ligne Châteaulin-Camaret).

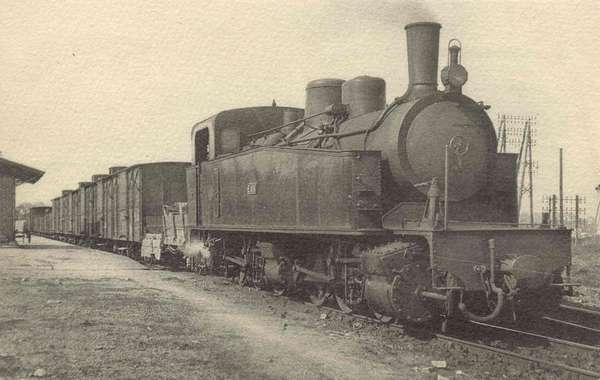
Locomotive Mallet 030+030T E415 du Réseau breton.

Les longues distances du réseau, le tracé sinueux et les trains lourds ont nécessité l'étude de machines particulières. Ainsi le parc des locomotives à vapeur comprenait principalement deux types : les 120T / 230T et les locomotives Mallet 020+020T / 030+030T. Les premières, avec leurs roues porteuses pour guider dans les courbes et leurs grandes roues (1,21 m pour les 120T et 1,23 m pour les 230T) permettaient d'aller vite malgré le tracé. Les secondes, du fait de leur articulation (système Mallet) et du nombre de roues motrices, permettaient de tracter les trains lourds. D'autres locomotives, des 031T, ont été utilisées sur le Réseau breton. Cette disposition permettait d'avoir un foyer ample et du coup une chaudière plus grande pour une bonne qualité de vapeur. Toutefois, l'absence d'essieux porteur à l'avant les a reléguées rapidement à la manœuvre,.
| Type            | Constructeur                     | Année de construction | Numéro d'exploitation | Numéro de construction     | Caractéristiques             | Poids à vide | Poids en service | Radiation | images |
| --------------- | -------------------------------- | --------------------- | --------------------- | -------------------------- | ---------------------------- | ------------ | ---------------- | --------- | ------ |
| 120T            | SACM-Belfort                     | 1892-1893             | E201-E209             | nos 4259-4261 et 4462-4467 | 2 cylindres simple expansion | 15,5 t       | 20,8 t           | 1946-1954 |        |
| 120T            | Société Franco-Belge – Raismes   | 1897                  | E210-E216             | nos 1068-1074              | 2 cylindres simple expansion | 15,5 t       | 20,8 t           | 1952-1956 |        |
| 031T            | SACM-Belfort                     | 1892                  | E301-E303             | nos 4066 à 4069            | 2 cylindres simple expansion | 21,6 t       | 28,0 t           | 1954      |        |
| Mallet 020+020T | SACM-Belfort                     | 1895-1896             | E401-E407             | nos 4654-4660              | Compound-2 cyl HP et 2 BP    | 27,7 t       | 35,5 t           | 1954-1956 |        |
| 230T            | Société Franco-Belge – Raismes   | 1904                  | E321-E325             | nos 1443-1447              | 2 cylindres simple expansion | 33,5 t       | 44,5 t           | 1967      |        |
| 230T            | Compagnie Fives-Lille            | 1909                  | E326-E332             | nos 3581 à 3587            | 2 cylindres simple expansion | 33,5 t       | 44,5 t           | 1967      |        |
| Mallet 030+030T | Établissement Piguet -Lyon-Anzin | 1914-1915             | E410-E417             | nos 111-118                | Compound-2 cyl HP et 2 BP    | 40,0 t       | 54,5 t           | 1967      |        |

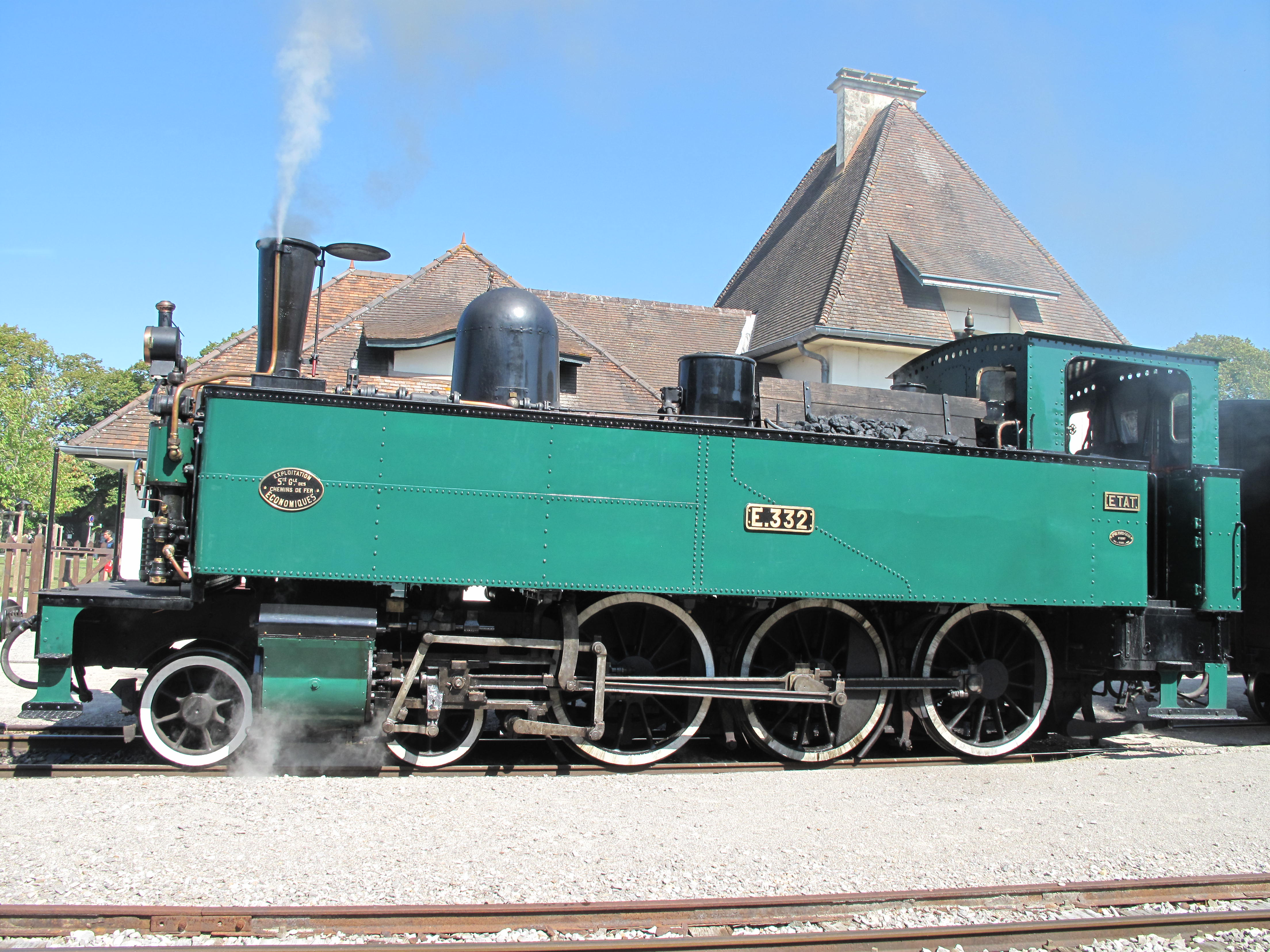
Locomotive 230 t E 332 série 321-332 préservée par le CFBS.

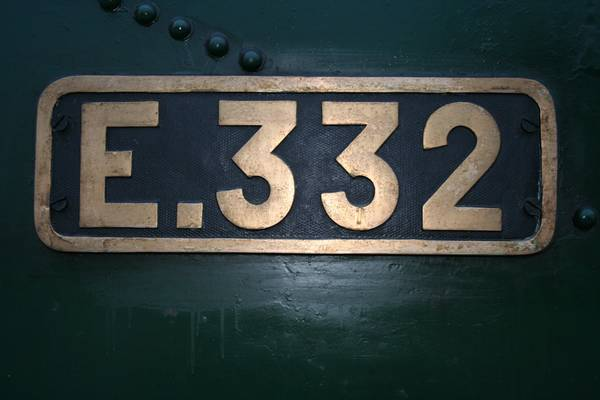
Plaque de la E332 préservée par le CFBS.

D'autres locomotives ont été transféres sur le Réseau breton à la suite des fermetures de leur réseau d'origine :
- 120T no 2504 St-Priest : construite par la Société alsacienne à Belfort en 1891 pour les Chemins de fer économiques du Cher. Elle est arrivée en 1944 sur le Réseau breton ;
- 030T no 107 : Corpet-Louvet construite en 1910 pour les Chemins de fer armoricains. Elle est arrivée en 1945 sur le Réseau breton ;
- 030+030T no 41 : locomotive Mallet construite par Corpet-Louvet en 1913 pour les Chemins de fer du Centre. En 1931, elle a été transférée sur les Tramways de l'Ain, puis en 1938 sur le chemin de fer du Blanc-Argent et en 1947 sur le PO-Corrèze. Elle est arrivée en 1953 à Carhaix. Elle a été principalement utilisée pour le trafic marchandise de la ligne de La Brohinière.

### Autorails

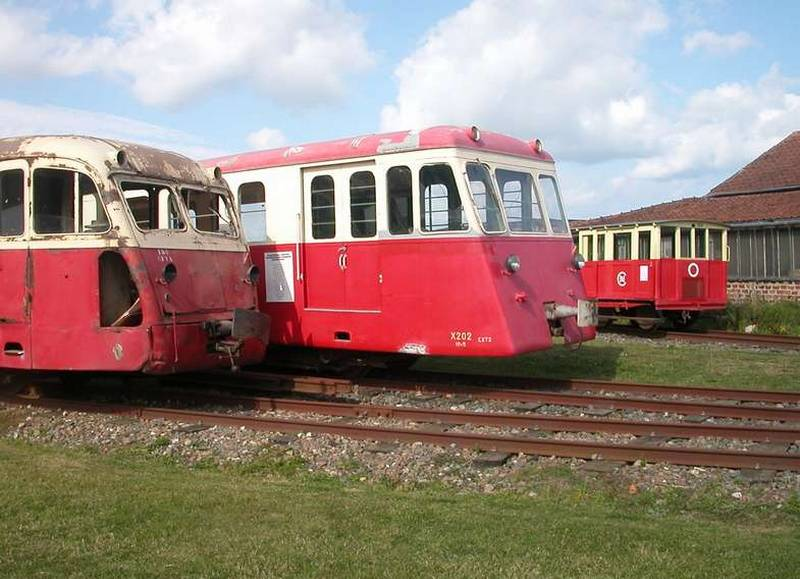
Autorails De Dion-Bouton OC1 et OC2 et draisine Billard du Réseau breton préservés par l'ACFCdN.

En mai 1936, un premier autorail est utilisé sur le réseau. Il s'agit d'un prototype De Dion-Bouton. Les essais effectués avec cet autorail donnèrent satisfaction et une commande pour six autorails du type OC2 est faite en 1939. Cependant, la Seconde Guerre mondiale freina la construction de ces engins et la livraison n'interviendra qu'en 1946.
Ces autorails sont les seuls qui ont été commandés par le Réseau breton. Les autres autorails utilisés sont pour la plupart rachetés à d'autres réseaux. Il existe cependant le cas particulier des autorails Decauville DXW qui ont été conçus pour le Yunnan en Chine. Cependant la guerre d'Indochine empêcha leur livraison. Ils ont été rachetés en 1951 par la SNCF qui les affecta au Réseau breton.
Les autorails étaient la plupart du temps utilisés seuls. Toutefois, il arrivait d'en faire un jumelage (en particulier entre des OC2), également d'y ajouter une des remorques disponibles ou de remorquer un fourgon ou un wagon couvert. Ainsi, à Camaret, il était fréquent de voir un autorail DXW attelé à un wagon couvert à marée .
| Constructeur           | Type     | Année de construction | Numéro d'exploitation | Poids à vide | Longueur | Capacité            | Motorisation      | Remarques                                                                      |
| ---------------------- | -------- | --------------------- | --------------------- | ------------ | -------- | ------------------- | ----------------- | ------------------------------------------------------------------------------ |
| De Dion-Bouton         | NR       | 1936                  | M1                    |              | 14,25 m  | 34 + 8 strapontins  | CLM 150 cv        | Prototype Transféré sur le réseau de la Baie de Somme en mars 1940             |
| De Dion-Bouton         | OC2      | 1946-1948             | X201-X206             | 18,5 t       | 19,12 m  | 51 + 8 strapontins  | Willème 180 cv    | Transférés sur le Chemin de fer du Blanc-Argent à la fermeture du réseau       |
| Decauville             | DXW      | 1939                  | X231-X233             | 24,5 t       | 18,6 m   | 52                  | 2 × Saurer 150 cv | Destinés au Yunnan. Acquis en 1951                                             |
| De Dion-Bouton         | NJ       | 1935                  | M1-M3                 |              | 8,48 m   | 27 (+5 strapontins) | Unic 85 cv        | Ex-ligne Valmondois - Marines en octobre 1951                                  |
| Établissements Billard | A 150 D6 | 1947                  | R3-R4                 |              | 13,35 m  | 34                  |                   | Ex-Tramways d'Ille-et-Vilaine en 1952. Transformés en remorques à leur arrivée |
| Établissements Billard | A 150 D1 | 1937                  | R5-R9                 | 12,97 m      |          | 34                  |                   | Ex-Tramways d'Ille-et-Vilaine en 1952. Transformés en remorques à leur arrivée |
| De Dion-Bouton         | OC1      | 1938                  | X157-X158             | 18,5 t       | 18,53 m  | 50                  | Willème 180 cv    | Ex-Chemins de fer des Côtes-du-Nord en 1957                                    |

### Parc remorqué

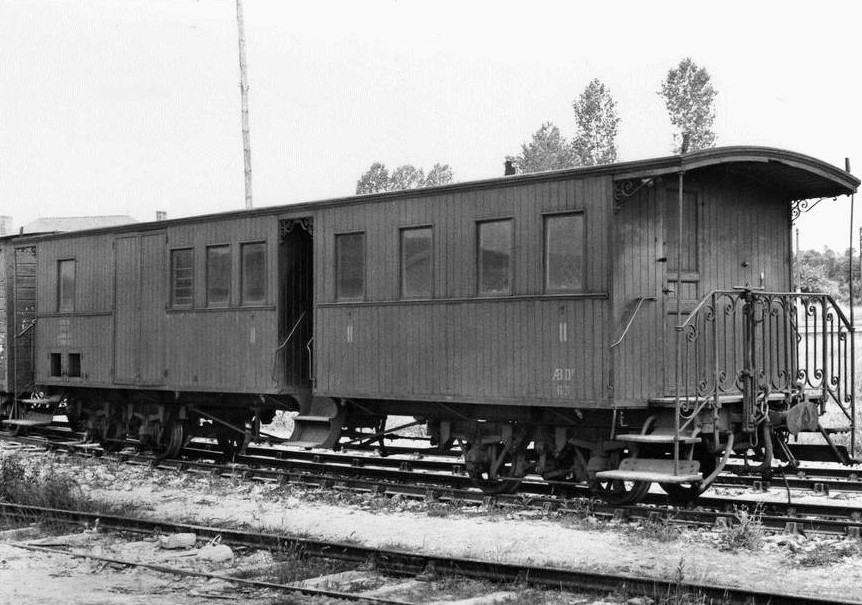
Voiture mixte n° ABDf 63.

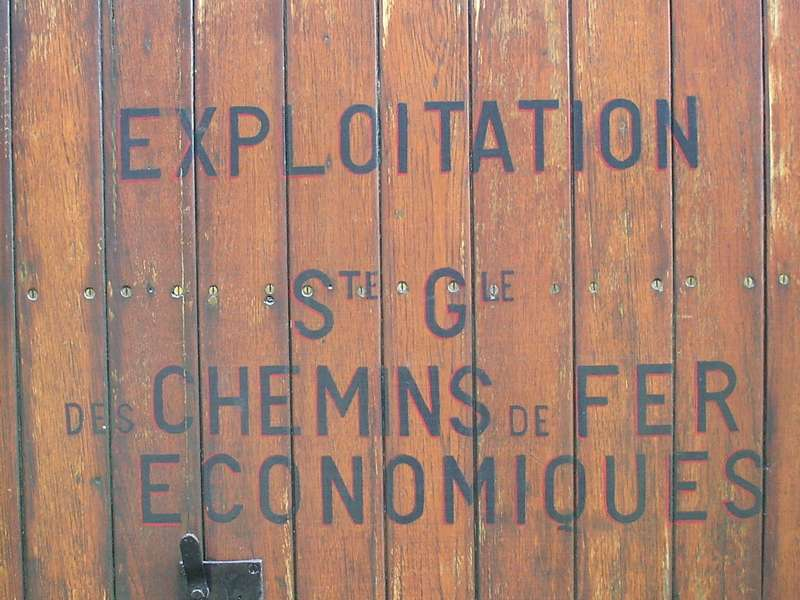
Marquage du réseau sur l'ABCDf 12 préservée par le CFBS.

Le parc voyageur était composé de voitures construites par De Dietrich entre 1891 et 1911. Il s'agissait principalement de voitures de première et seconde classes ou de troisième classe. Certaines étaient 1re-2de-3e classes avec compartiment fourgon à bagages.
En 1899, le réseau acheta une voiture salon à De Dietrich. Elle n'a cependant pas beaucoup été utilisée. Elle fut transformée en économat puis munie de sièges en moleskine. En 1900, une voiture de la série Abf 81 à 87 est visible à l'exposition universelle de 1900 .
En 1911, quatre voitures dites « Bains de Mer » (n°ABFy 89-91) sont arrivées. Ces voitures sont dotées d'un confort supérieur aux autres voitures du réseau (bogies Pennsylvania avec deux étages de suspension, chauffage individuel par thermos-siphon et compartiment toilettes).
| Numéro d'exploitation | Constructeur    | Date de construction | Poids à vide (tonne) | Nombre de places (1re / 2de / 3e classe) |
| --------------------- | --------------- | -------------------- | -------------------- | ---------------------------------------- |
| ABCDf 1-5             | De Dietrich     | 1891                 | 11                   | 5 / 9 / 22                               |
| ABCDf 6-11            | De Dietrich     | 1892                 | 11                   | 5 / 9 / 22                               |
| ABCDf 12-15           | De Dietrich     | 1894                 | 11,5                 | 5 / 9 / 22                               |
| ABDf 51-54            | De Dietrich     | 1895                 | 11                   | 7 / 19 / -                               |
| ABDf 57-60            | Carel et Fouché | 1903                 | 11,5                 | 7 / 19 / -                               |
| ABDf 61-65            | Carel et Fouché | 1909                 | 11,5                 | 7 / 19 / -                               |
| ABf 81-84             | De Dietrich     | 1897                 | 10,5                 | 15 / 21 / -                              |
| ABf 85-86             | De Dietrich     | 1899                 | 11,5                 | 18 / 24 / -                              |
| ABf 87                | Carel et Fouché | 1903                 | 11,5                 | 18 / 24 / -                              |
| ABDfy 88-91           | Carel et Fouché | 1909                 | 12                   | 14 / 21 / -                              |
| Cf 101-105            | De Dietrich     | 1891                 | 10,7                 | - / - / 58                               |
| Cf 106-111            | De Dietrich     | 1892                 | 10,7                 | - / - / 58                               |
| Cf 112-115            | De Dietrich     | 1895                 | 10,7                 | - / - / 58                               |
| Cf 116-119            | De Dietrich     | 1899                 | 10,7                 | - / - / 58                               |
| Cf 120-129            | Carel et Fouché | 1903                 | 10,5                 | - / - / 58                               |
| Cf 130-139            | Carel et Fouché | 1909                 | 10,5                 | - / - / 58                               |
| ABfy 1000             | De Dietrich     | 1899                 | 11                   |                                          |

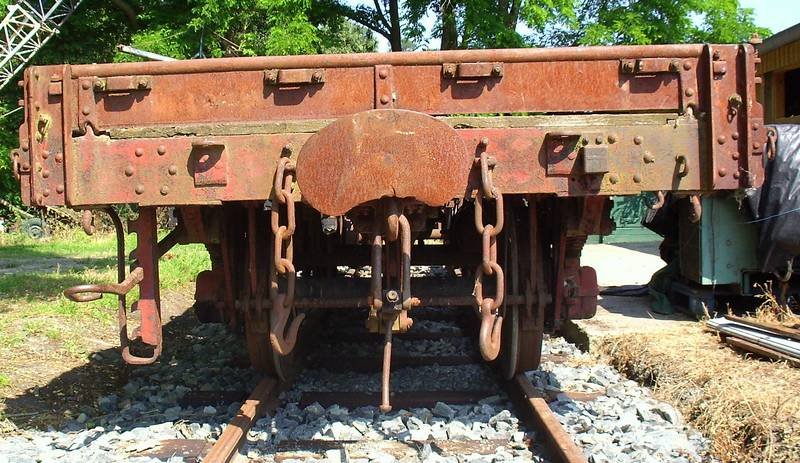
Extrémité du wagon plat, Hmf 1856 préservé par l'ACFCdN. Remarquer l'attelage central sous le tampon, avec deux chaines latérales, en vigueur sur la SE.

Le parc marchandise était pour sa part composé uniquement de wagons à deux essieux (à l'exception des wagons plats à bogies HMy 2001 à 2016) :
- Fourgons à bagages Df 201 à 235 ;
- Couverts non freinés K 301 à 596[64] ;
- Couverts freinés Kf1451 à 1598[65] ;
- Tombereaux non freinés UL 501 à 668 ;
- Tombereaux freinés ULf 1651 à 1736 ;
- Plats à traverse mobile QMo 901 à 952 ;
- Plats à bords rabattants non freinés HM 701 à 805 ;
- Plats à bords rabattants freinés HMf 1851 à 1893 ;
- Plats à bogies HMy 2001 à 2016[66].

Une partie du matériel remorqué était équipée d'un frein automatique à vide. Ceux-ci étaient repérés par la lettre f dans leur immatriculation. Les autres étaient équipés d'une conduite blanche (c'est-à-dire que le tuyau de vide traversait le châssis sans être équipé du frein). Certains ont été équipés du frein au cours d'une révision et ont, de ce fait, changé d'immatriculation.

### Matériel de service

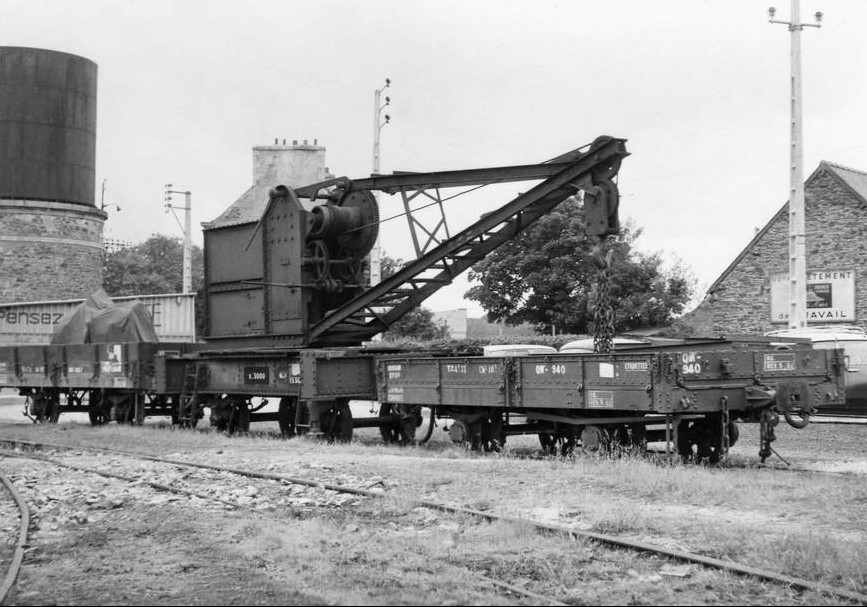
Wagon grue.

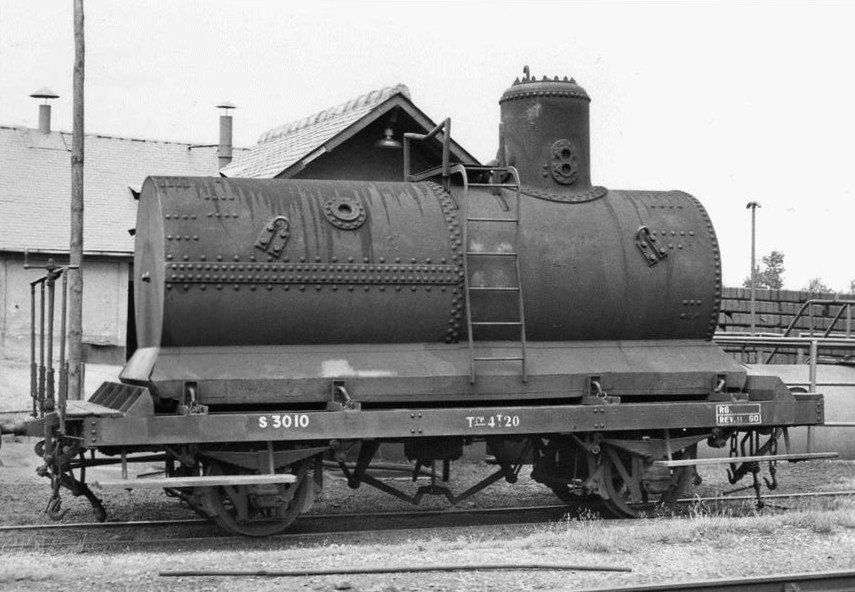
Wagon S 3010 équipé d'une citerne amovible (sur châssis du fourgon Df 220).

Le réseau disposait d'une rame de dépannage et de secours en cas d'avarie. Cette rame comprenait, :
- un wagon grue (n°S3000) ;
- un wagon protecteur de grue (n°S3001 obtenu à partir du plat HM713) ;
- une voiture pour le personnel (n°S3002, ex-ABDf8) ;
- un wagon couvert (n°S3003, ex-Kfx1460) ;
- un wagon plat (n°S3004, ex-HMf 1856) ;
- un wagon atelier (n°S3005[69], ex-n°K464).

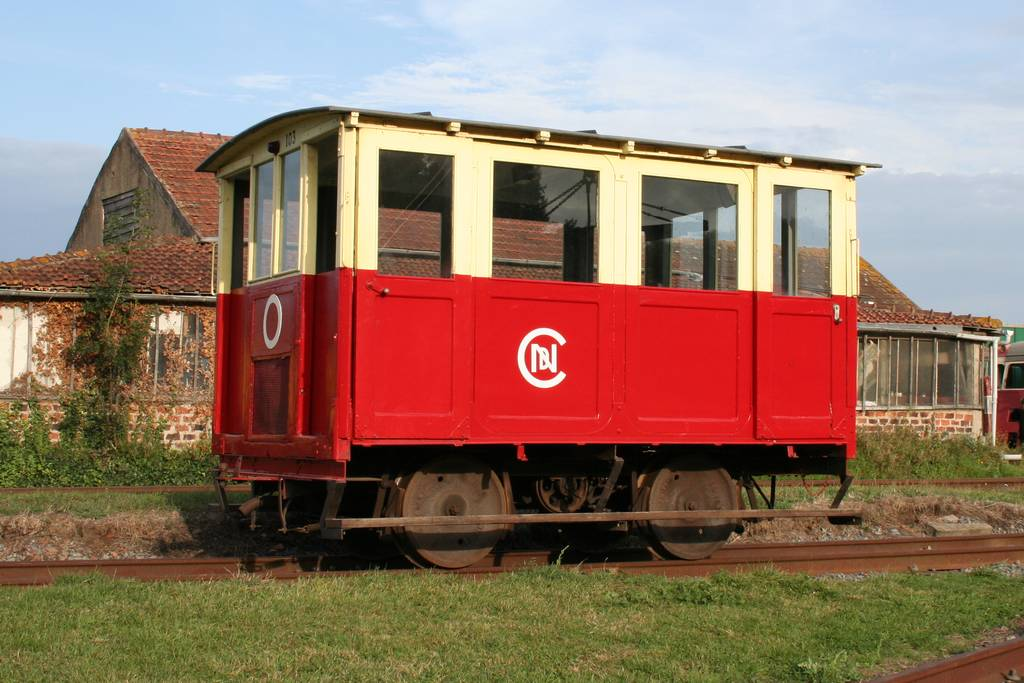
Draisine Billard préservée par l'ACFCdN.

En plus de cette rame, il existait d'autres voitures et wagons utilisés pour le service. On trouvait ainsi un wagon-poids pour l'étalonnage des bascules (n°S3007, ex-Kf1588), deux wagons citernes pour le désherbage (n°S3008, ex-QMo949 et S3012, ex-ABCDf13), un wagon couvert servant à l'approvisionnement en huile et en carburant du dépôt de Camaret (n°S3009, ex-K530). Un wagon citerne à gazole pour les autorails était disposé à Carhaix. Ce wagon numéroté SC10 avait été construit à partir d'un fourgon bagages (Df 220). L'équipe VB (Voie et Bâtiments) avait à sa disposition un wagon atelier (n°S3006, ex-Kf1456) et une voiture aménagée en dortoir (n°S3011, ex-ABf86). Deux longs wagons plats à bogies (n°HMfy2021 et 2022) étaient équipés pour le transport des rails. Enfin, deux voitures (n°S3013, ex-ABf87 et S3014, ex-Cf115) étaient louées à l'entreprise Travaux du Sud-Ouest.
Le réseau disposait également de draisines pour l'inspection de voies. Une série de 16 unités, numérotées 1 à 16, a été commandée aux Établissements Billard. La no 1 fut mise à l'écartement standard et prit le no 101. En 1947, une autre draisine Billard fut achetée au réseau de l’Anjou et mise à l'écartement standard sous le no 102. En 1949, deux draisines ont été rachetées au réseau de l'Anjou et à celui de Valmondois-Marines. Elles prirent les numéros 17 et 18.

### Essai de matériel
Le Réseau breton a accueilli à plusieurs reprises du matériel en essai. Voici les principaux :
- en 1928, un locotracteur à essence CFD/Thomson-Houston. D'abord testé sur le réseau du Vivarais entre 1925 et 1927, sa faible puissance ne convenait pas sur le réseau. Il est arrivé à Morlaix le 6 août puis, après mise aux normes SE des équipements, il effectua plusieurs essais. La conclusion était défavorable du fait de sa lenteur à l'allumage, son bruit et sa faible puissance[70] ;
- en 1936, un autorail De Dion-Bouton type NR. Ce prototype a convaincu les décideurs et a donné lieu à une commande pour six autorails (voir paragraphe sur les autorails). Il a terminé sa carrière sur le Chemin de fer de la baie de Somme ;
- en 1948, un autorail Renault diesel-mécanique de 600 cv. Construit pour l'Indochine, il a passé six mois d'essais sur le Réseau breton avant d'être finalement envoyé au Cameroun[71] ;
- en 1951, deux automotrices diesel Floirat. Elles étaient destinées aux colonies[71] ;
- en 1951, deux locomotives construites par le groupe Gelsa. Il s'agissait d'une 142 (construite aux ateliers Schneider du Creusot) et d'une 242 (construite aux ateliers Batignolles-Châtillon à Nantes). Elles ont fait des essais à vitesse constante sur les lignes de Morlaix, Guingamp et La Brohinière[71].

### Locomotives à voie normale

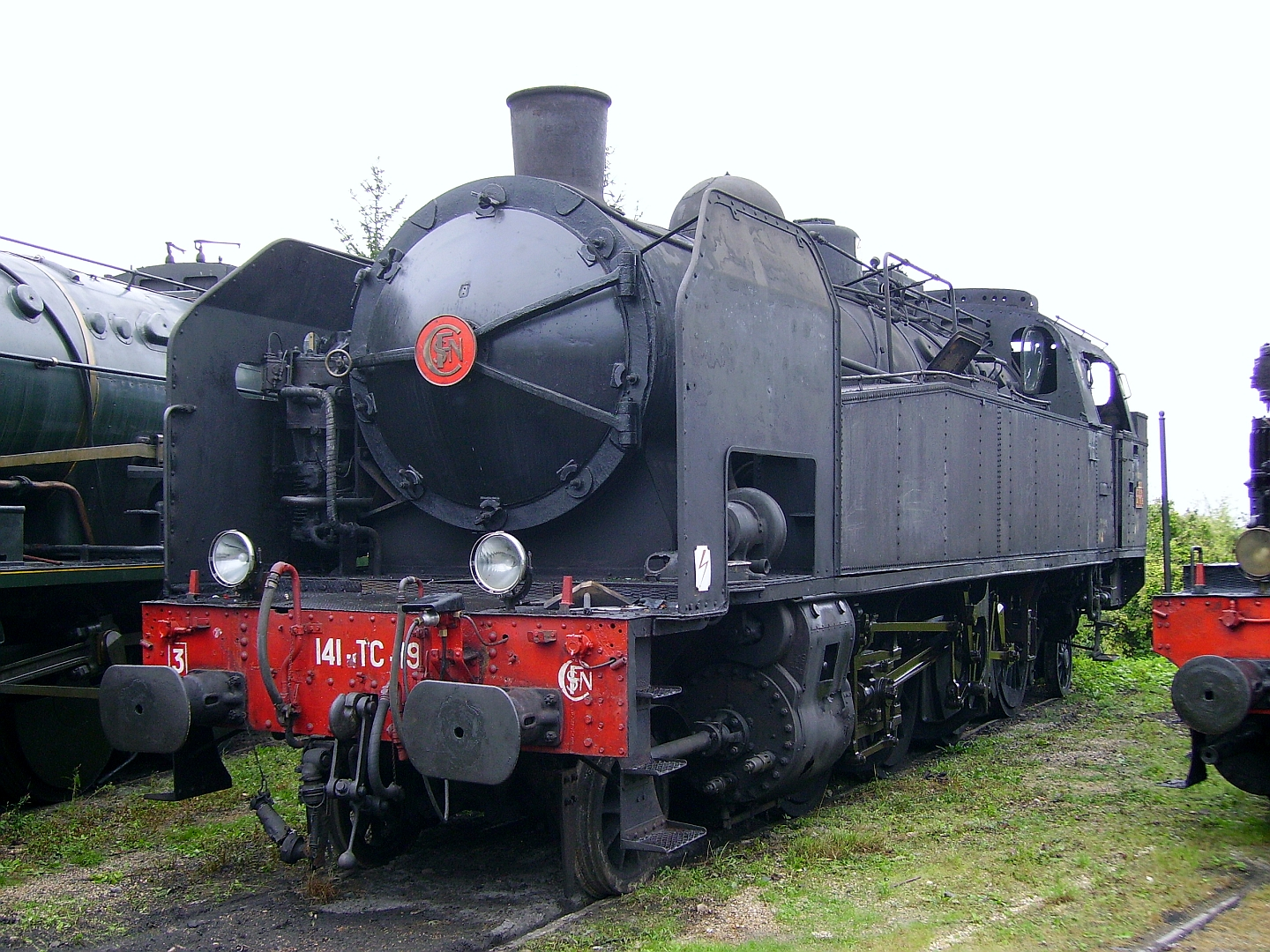
La 141 TC 19 qui finira sa carrière au dépôt de Guingamp en 1971.

Les premières locomotives utilisées sur la ligne à voie normale furent des 030 à tender séparé. Il s'agissait d'une série construite dans les années 1860 pour la Compagnie des chemins de fer de l'Ouest. Il y eut d'abord les 030 B puis des 030 C et des 030 D. Elles furent utilisées jusqu'à la fin de la Seconde Guerre mondiale. Elles ne permettaient pas la traction de trains lourds.
D'autres locomotives avaient été récupérées pour cet usage. Il s'agissait de 050 T État 50.901 à 50.912 classe XI HT de l’État saxon. Cinq locomotives de cette série, construites entre 1913 et 1918 par Hartman, ont été affectées au dépôt de Guingamp. Leur poids et leur conception posaient problème pour les courbes de 150 m de rayon et le faible armement de la voie. Elles sont retournées en Saxe en 1941.
Des locomotives 131 TA du dépôt de Saint-Brieuc ont été récupérées en 1939. Elles ont circulé jusqu'en 1953.
À la même période, des locomotives de construction américaines sont utilisées. Il s'agit de 140 G de construction Baldwin et de 140 H construites par Alco.
En 1956, des 230 K d'origine PO furent louées à la société générale des chemins de fer économiques. Certaines de ces locomotives virent leurs tenders équipés d'un abri pour les circulations en marche arrière.
Enfin des 141 TC de construction Fives-Lille sont louées à partir de 1958. Elles y circulent jusqu'à la fin de la vapeur, en 1971.
Désormais, la traction des trains marchandises est faite par des BB 63000 et BB 67000 des CFTA.

### Autorails à voie normale

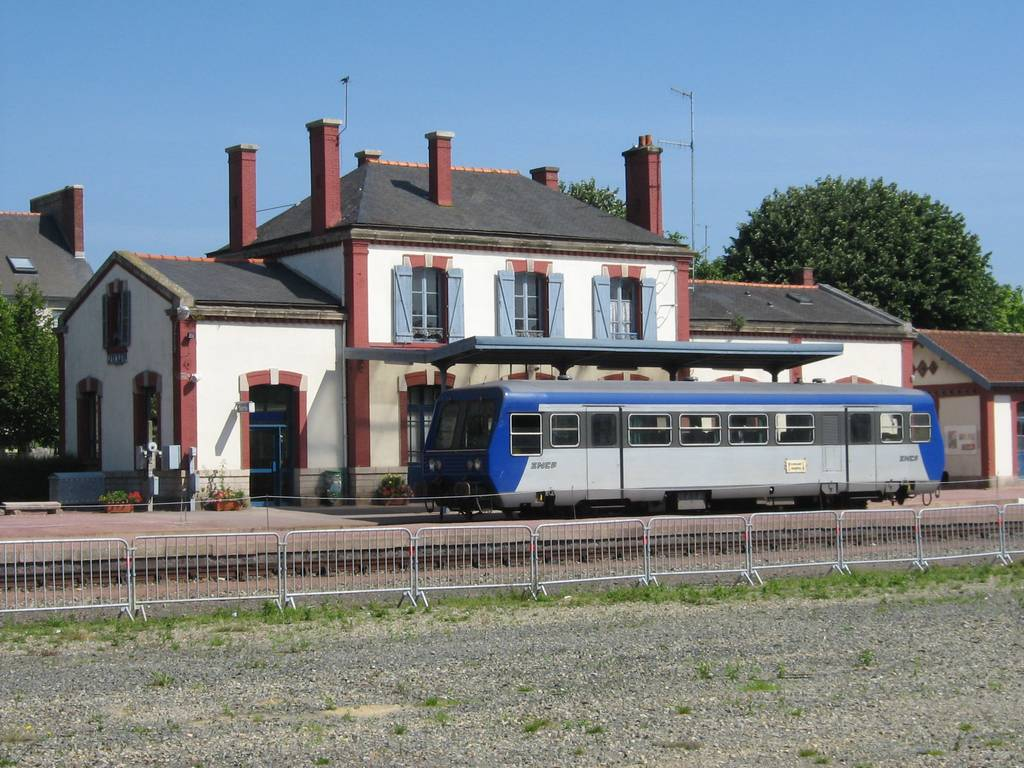
Autorail A2E en gare de Paimpol.

En 1954, deux autorails Renault TE ont été mis en service sur le réseau. Il s'agissait de petits autorails à deux essieux provenant de la Gironde. Ils ont été renforcés en 1959 par l'arrivée de deux autorails Renault AEK. Ces autorails à deux bogies avaient un poste de conduite central surélevé. Suivirent un autorail Renault VH en 1967, deux Renault U150 en 1970, des Renault U300 (Picasso) en 1972, des Decauville U600 en 1982 et des ANF 2100 en 1987.
Depuis 1990, la majorité des circulations sont faites par des autorails A2E (pour Autorail à 2 Essieux). Ces autorails construits par Soulé ont une puissance de 280 cv et offrent 50 places.

## Matériel préservé (voie métrique)
À la fermeture du réseau, une partie du matériel a été rachetée par les premiers réseaux touristiques (Chemin de fer du Vivarais et Blonay-Chamby en Suisse).
Une autre partie du matériel a été transférée sur d'autres réseaux secondaires français (Blanc-Argent, Baie de Somme).
En 2008, une cinquantaine de véhicules du Réseau breton a été préservé.

### Locomotives
Quatre locomotives du Réseau breton ont été préservées par des associations et des particuliers. Il s'agit de deux du type 230T et de deux Mallet 030+030T.
- la 230T E327, construite par Fives-Lille en 1909, circule actuellement sur les chemins de fer de Provence. Propriété de la Fédération des Amis des Chemins de fer Secondaires et  Classé MH (1987)[75], elle a été restaurée par le Groupe d'Étude du Chemin de fer de la Provence (GECP) qui est chargé de son entretien et de son exploitation. Elle avait été utilisée entre 1970 et 1979 sur le chemin de fer du Vivarais[76] ;
- la 230T E332, construite également par Fives-Lille en 1909, a dans un premier temps été préservée par le chemin de fer-musée Blonay-Chamby (BC) en Suisse. Elle était inadaptée au réseau et a été rapidement garée dans leur musée, puis a été achetée en 2003 par le chemin de fer de la baie de Somme. Elle a été restaurée par le CFBS et a recommencé à rouler au printemps 2009[77].

Les deux Mallet sont quant à elles en attente d'une éventuelle restauration.
- la E415, construite par Piguet en 1913, est placée en monument sur un coupon de voie devant la gare de Carhaix. Elle est entretenue par l'application régulière de peinture mais n'a pas été restaurée ;
- la E413 (en réalité la E417 à la suite d'un échange de plaques), également construite par Piguet en 1913, est stockée sans entretien dans le hangar d'un particulier à Portes-lès-Valence (Drôme)[78].

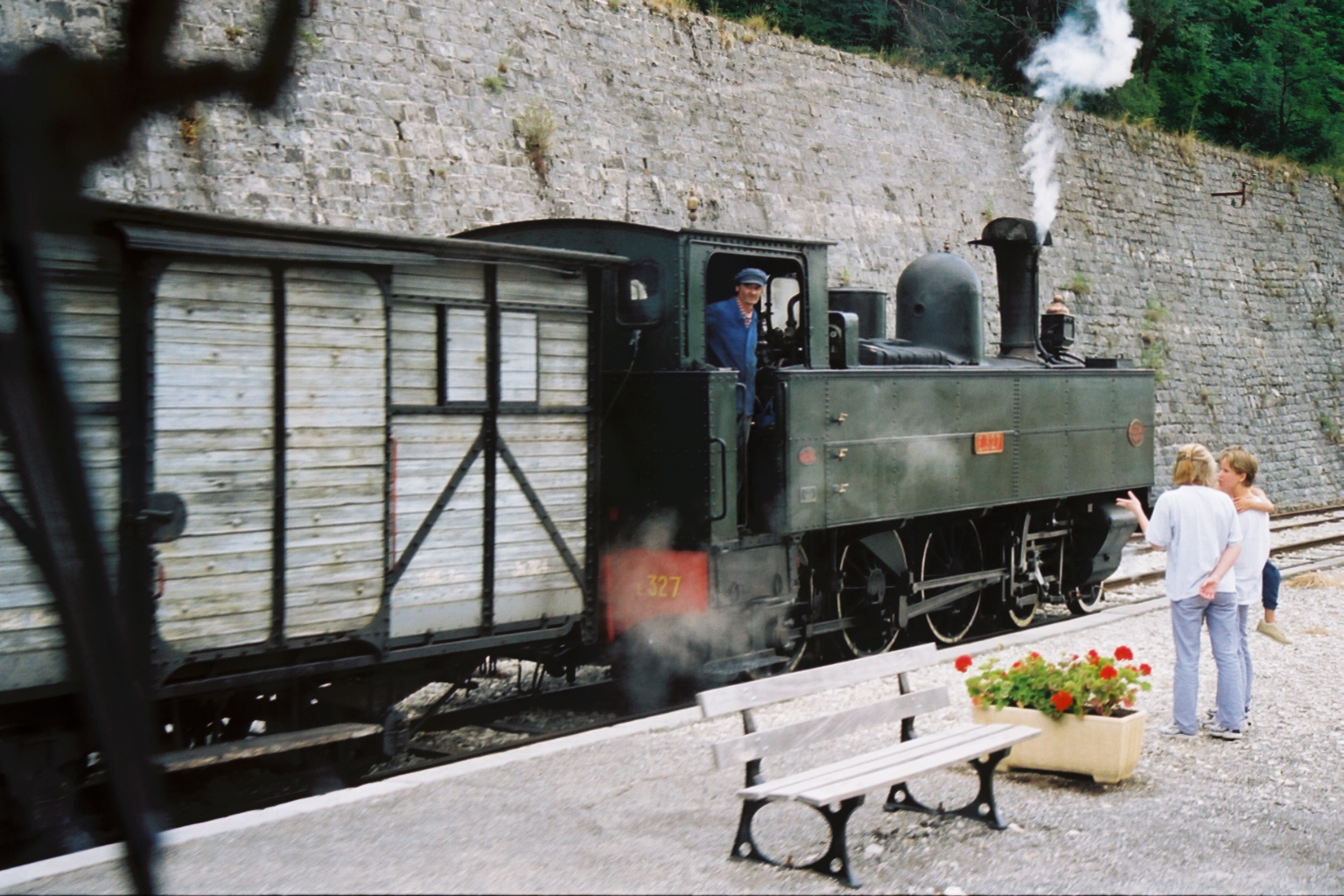
La E.327 en service sur le Train des Pignes.
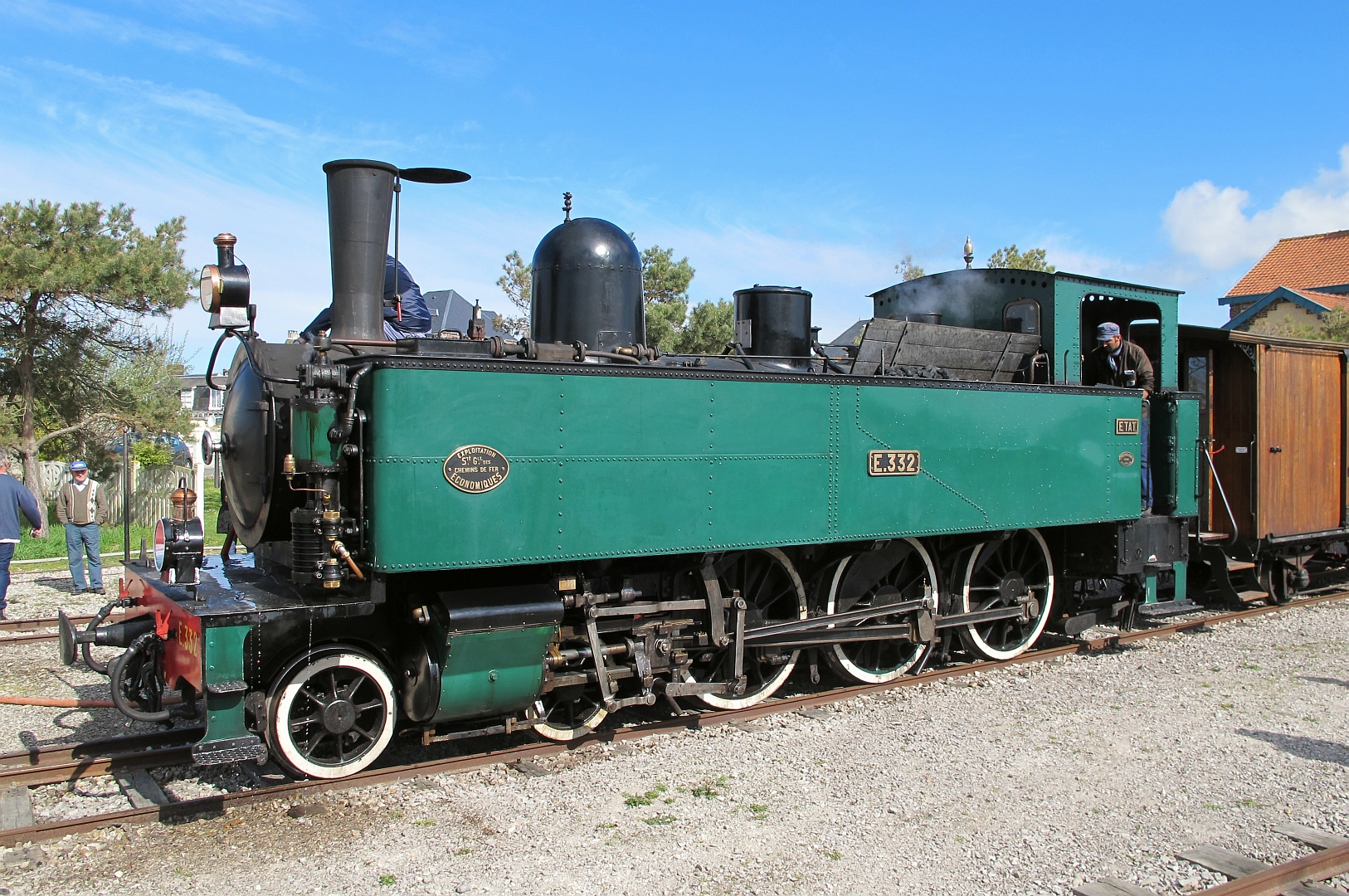
La E.332 en service sur le CFBS.
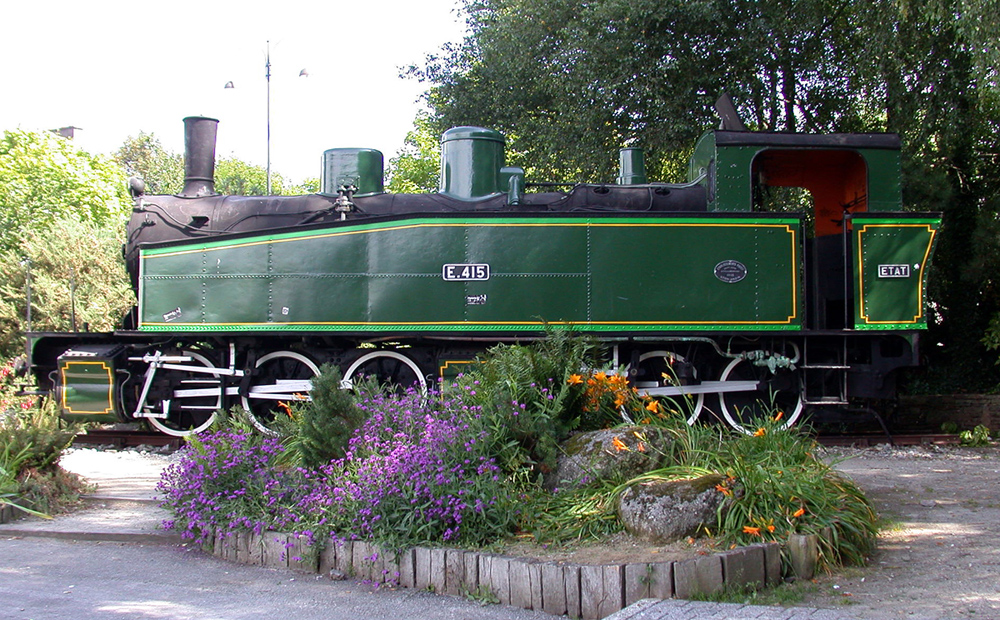
La E.415 exposée en monument à Carhaix.

### Autorails
Une partie importante du parc des autorails a été transférée sur d'autres réseaux secondaires à la fermeture du Réseau breton. Dix de ces autorails sont préservés en 2008.
Les deux autorails De Dion-Bouton OC1 (ex-Chemins de fer des Côtes-du-Nord) ont été préservés :
- le X157, par le chemin de fer de la baie de Somme, transféré en 1969 sur le réseau de la Somme, 1972 CFBS ;
- le X158, par l'Association des Chemins de Fer des Côtes-du-Nord, transféré en 1969 sur le réseau de la Somme, puis sur les chemins de fer de Corse.

Après leur transfert sur le réseau du Blanc-Argent, il existe toujours trois des autorails De Dion-Bouton OC2 :
- le X202, préservé par l'Association des Chemins de Fer des Côtes-du-Nord ;
- le X205, préservé par le train touristique du Bas-Berry ;
- le X206, préservé par le train touristique du Bas-Berry en 2002, puis par le Chemin de Fer de Bon-Repos depuis 2015[79].

Un autorail Billard 150D est préservé
- le X153, préservé par un particulier à Valence ;

de même que les remorques :
- R5, MTVS, ex AM 20, Tramways d'Ille-et-Vilaine ;
- R6, chemin de fer de la baie de Somme, ex AM 23 Tramways d'Ille-et-Vilaine.

Un autorail Decauville :
- le X232, a été préservé par un particulier puis laissé à l'abandon à Tence (Haute-Loire). Fortement dégradé et inadapté pour plusieurs réseaux du fait de son gabarit généreux, il est resté ainsi plusieurs années. Le musée des tramways à vapeur et des chemins de fer secondaires français l'a récupéré fin 2007[80].

Toutefois, sur l'ensemble des autorails Réseau breton préservés, aucun n'a été entièrement restauré à la date de 2008. L'OC2 X205 est en bon état car il a été utilisé jusqu'à récemment sur le Blanc-Argent. Cependant, il n'était, en 2004, pas agréé pour transporter des touristes.

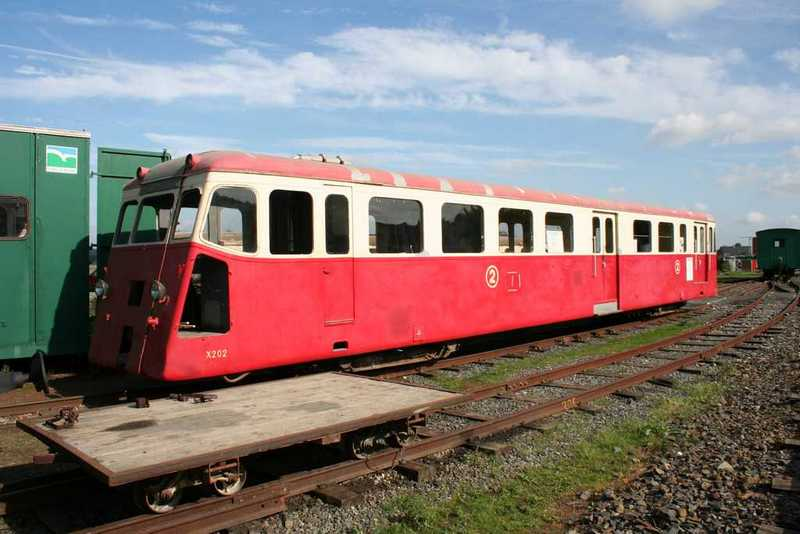
Le X 202 à l'ACFCdN.
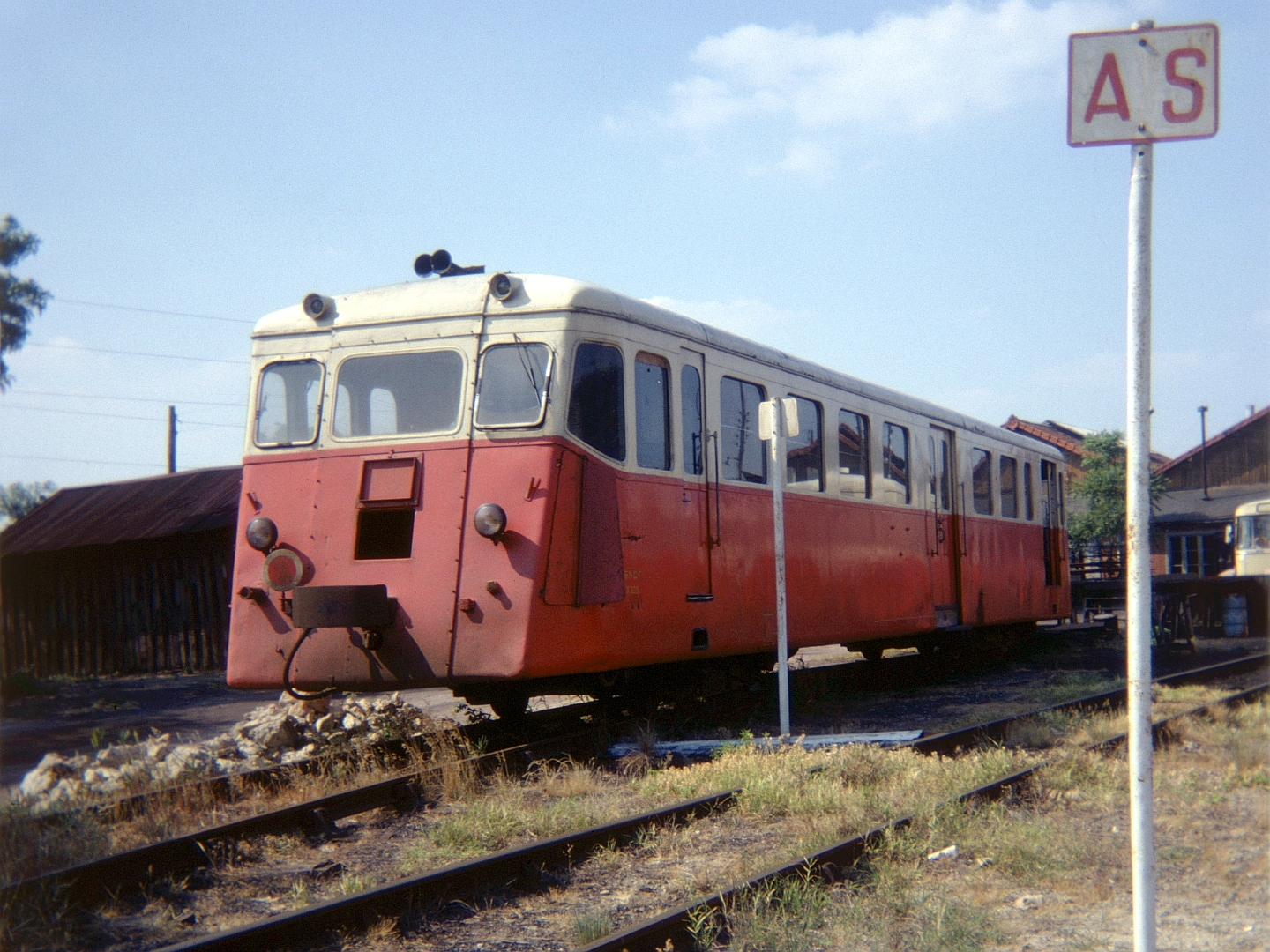
Le X 205 au TBB.
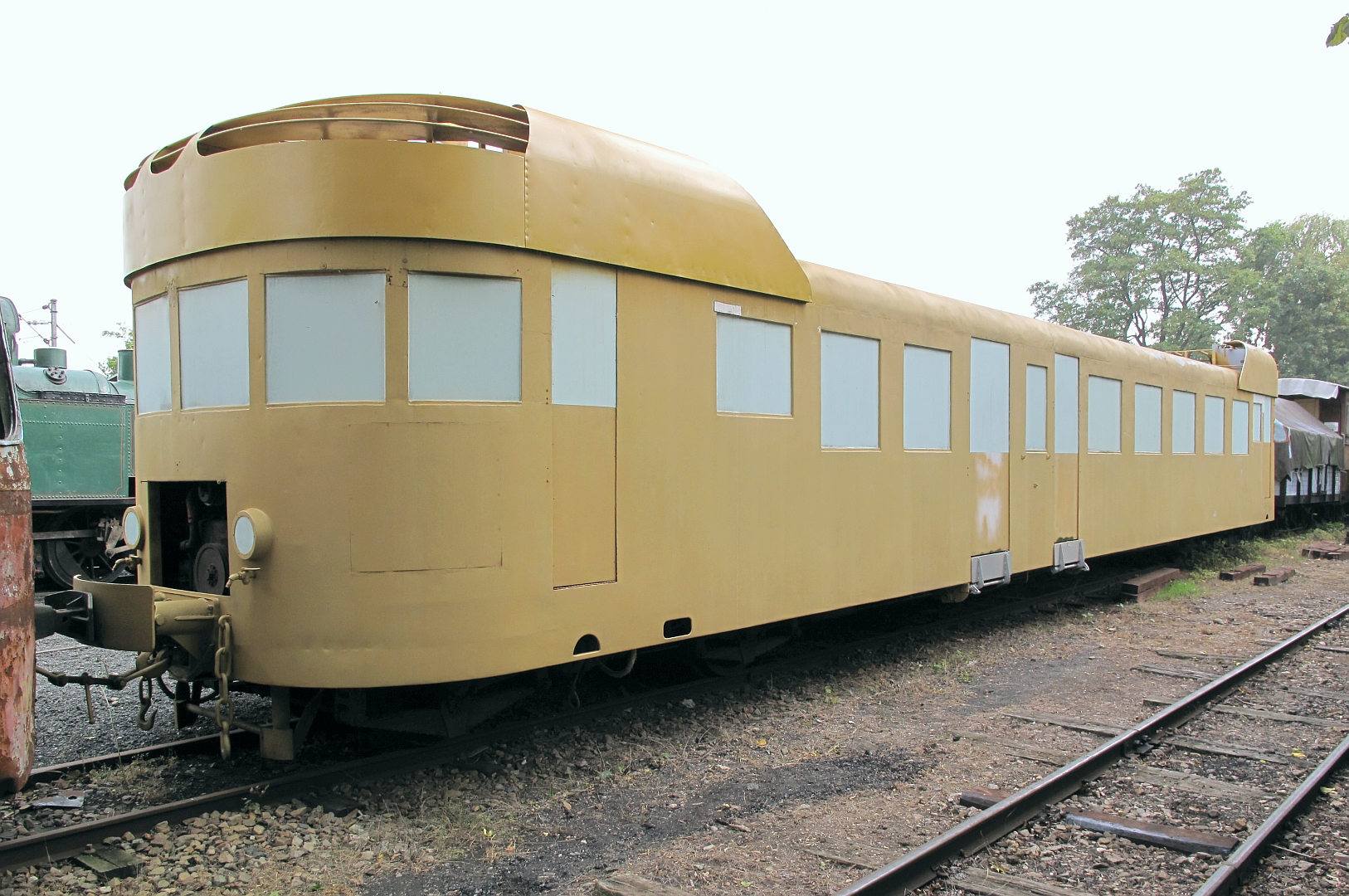
Le X 232 au MTVS.
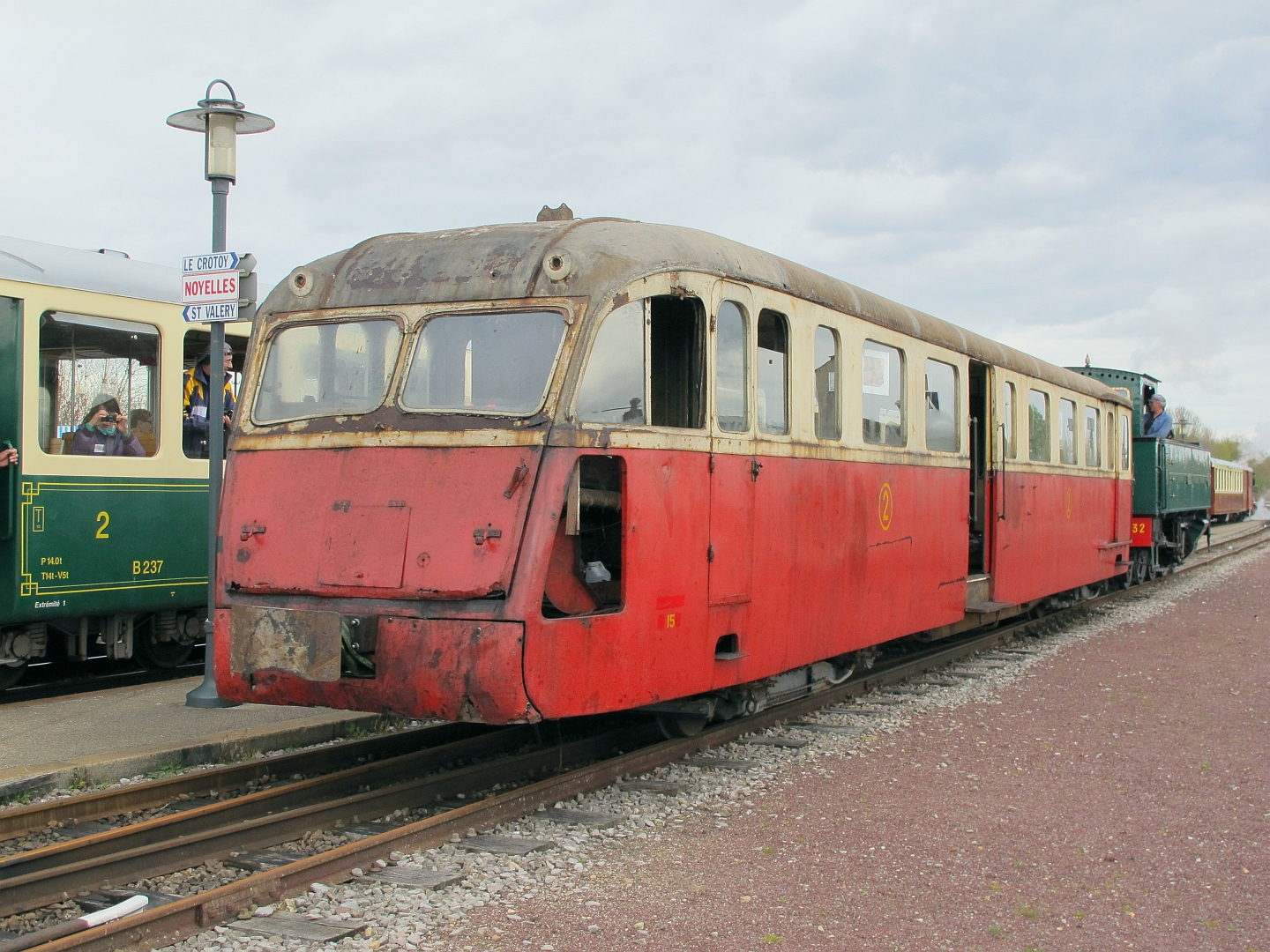
Le X 157 au CFBS.
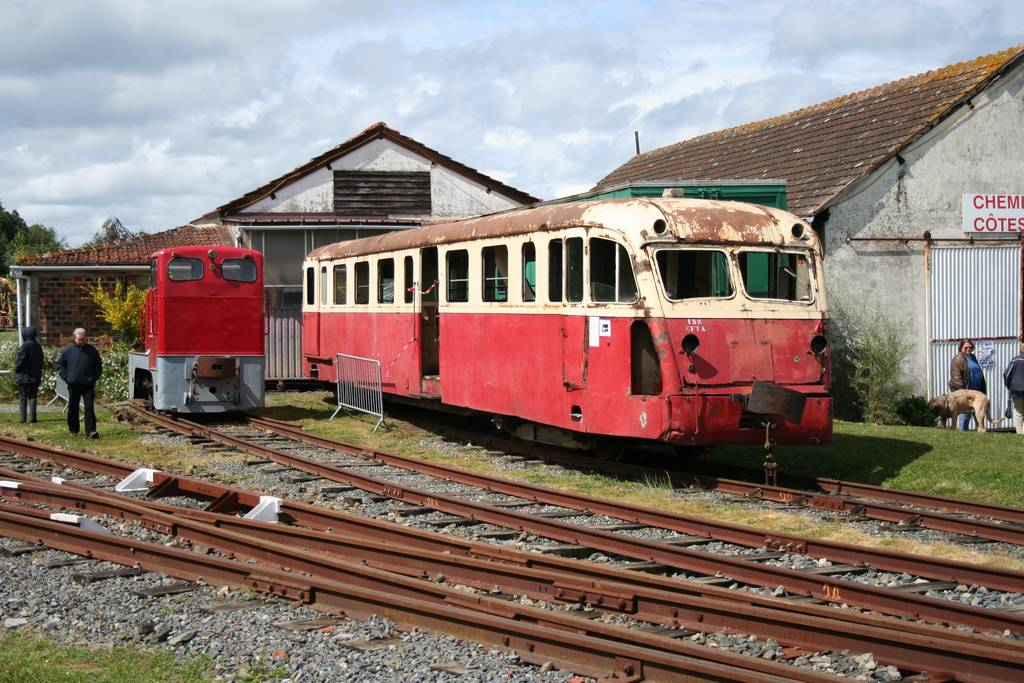
Le X 158 à l'ACFCdN.

### Voitures et wagons
Une vingtaine de voitures à voyageurs ont été préservées.
Il s'agit des voitures :
- Voitures 1re-2e-3e classe, fourgon à trois plates-formes :
  - ABCDf 12, Chemin de fer de la baie de Somme, en livrée marron vernie,
  - ABCDf 14, propriété de la FACS, confiée à la SGVA pour le Chemin de fer du Vivarais classée monument historique[82],
  - ABCDf 15, Chemin de fer-musée Blonay-Chamby, en livrée verte ;
- Voiture 1re-2e classe, fourgon à trois plates-formes :
  - ABDf 61, Chemin de Fer de Bon-Repos, sans châssis
- Voitures 1re-2e classe, bogies Pennsylvania :
  - ABfy 88, propriété SGVA pour le Chemin de fer du Vivarais,
  - ABfy 89, propriété de la FACS, confiée à la SGVA pour le Chemin de fer du Vivarais, en livrée marron, classée monument historique,
  - ABfy 90, Chemin de fer du Vivarais,
  - ABfy 91, propriété SGVA pour le Chemin de fer du Vivarais;
- Voitures 3e classe :
  - C 101, MTVS, à restaurer,
  - C 103, Chemin de fer du Vivarais, en livrée marron, caisse reconstruite, classée monument historique,
  - C 106, Chemin de fer du Vivarais, en livrée jaune, classée monument historique,
  - C 109, Voies Ferrées du Velay, en livrée marron vernie[83],
  - C 112, Chemin de fer du Vivarais, en livrée jaune,
  - C 117, Chemin de fer du Vivarais, en livrée jaune, propriété SGVA,
  - C 120, Voies Ferrées du Velay, propriété du Sivu
  - C 121, Voies Ferrées du Velay, en livrée marron vernie,
  - C 126, Voies Ferrées du Velay, propriété du Sivu
  - C 134, Chemin de fer du Vivarais, en livrée jaune, propriété SGVA,
  - C 136, Chemin de fer du Vivarais, en livrée jaune, repeinte en livrée verte ;
- Voiture salon :
  - As 1000, Chemin de fer du Vivarais, en livrée rouge, propriété SGVA.

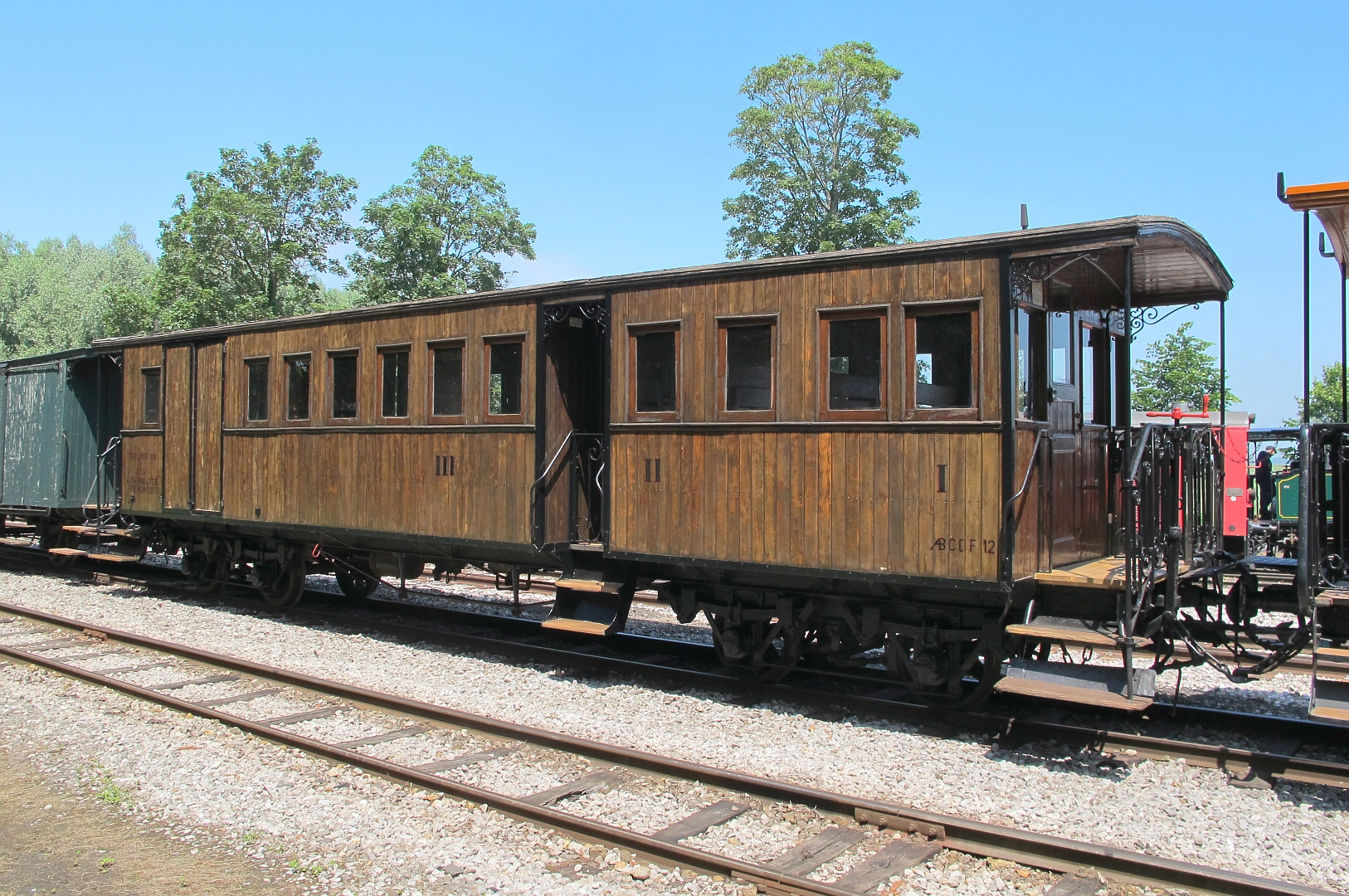
La voiture ABCDf 12 préservée par le CFBS.
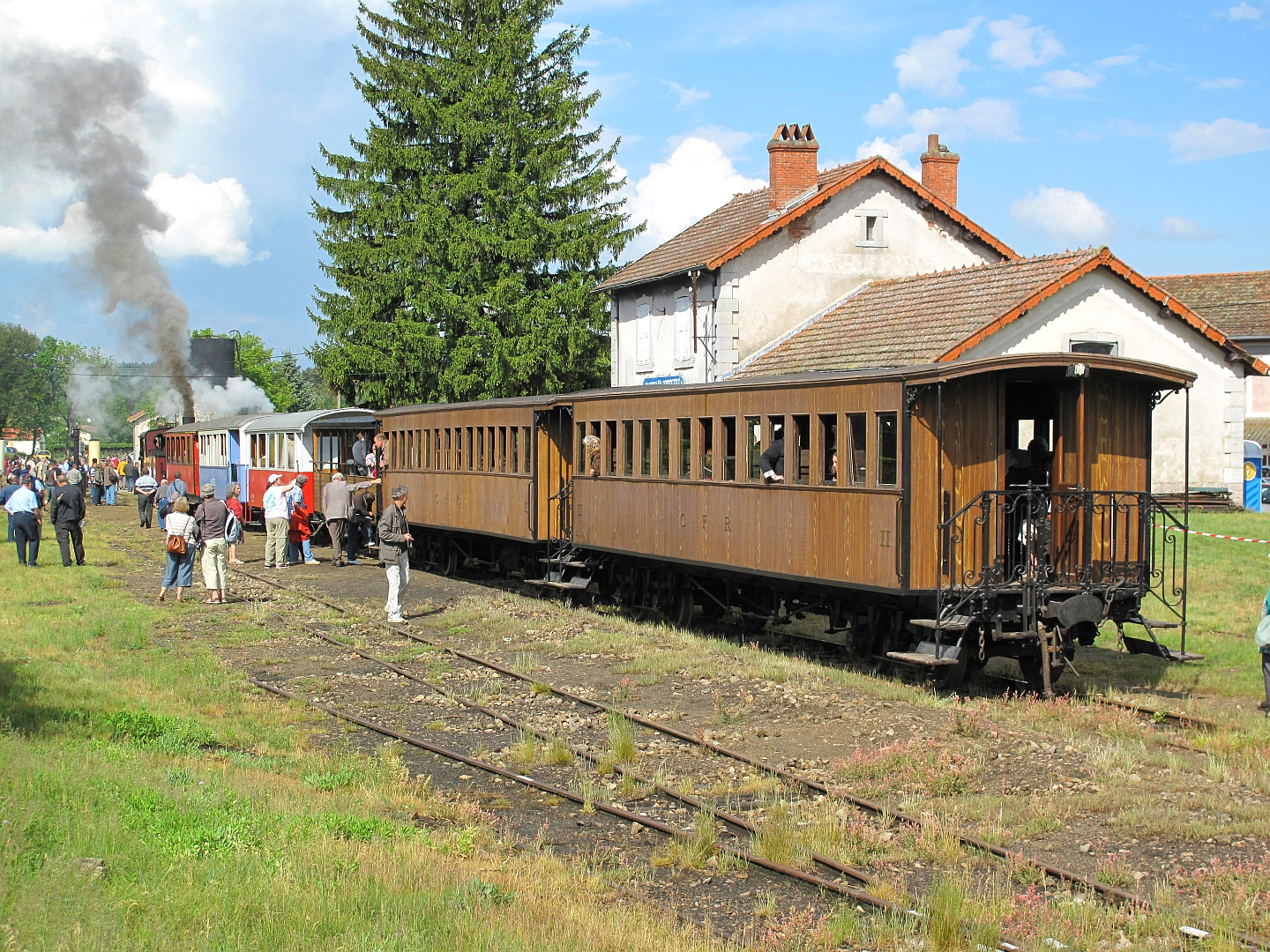
Les voitures C 109 et C 121 des Voies Ferrées du Velay.
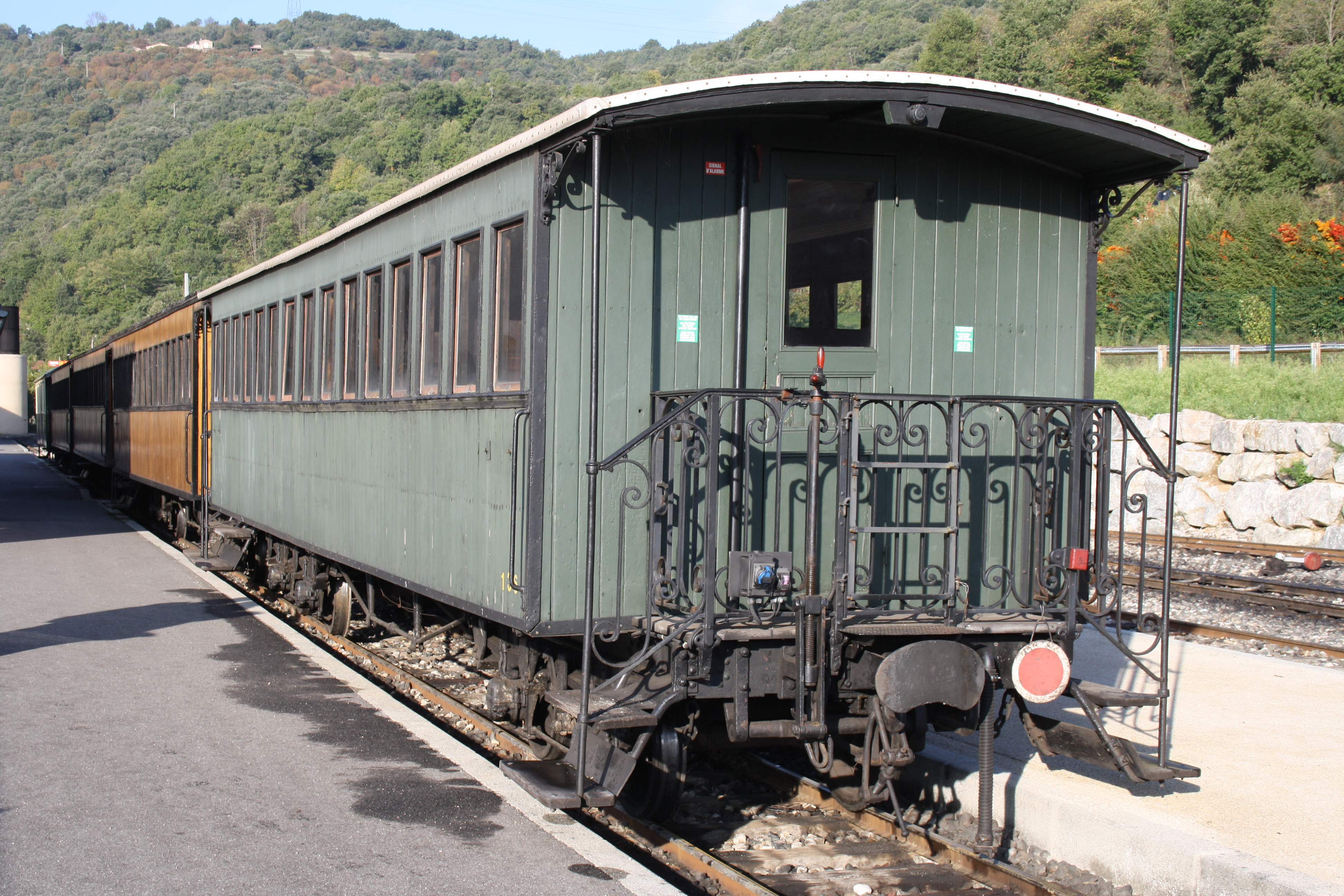
La voiture C 136 au Chemin de fer du Vivarais.
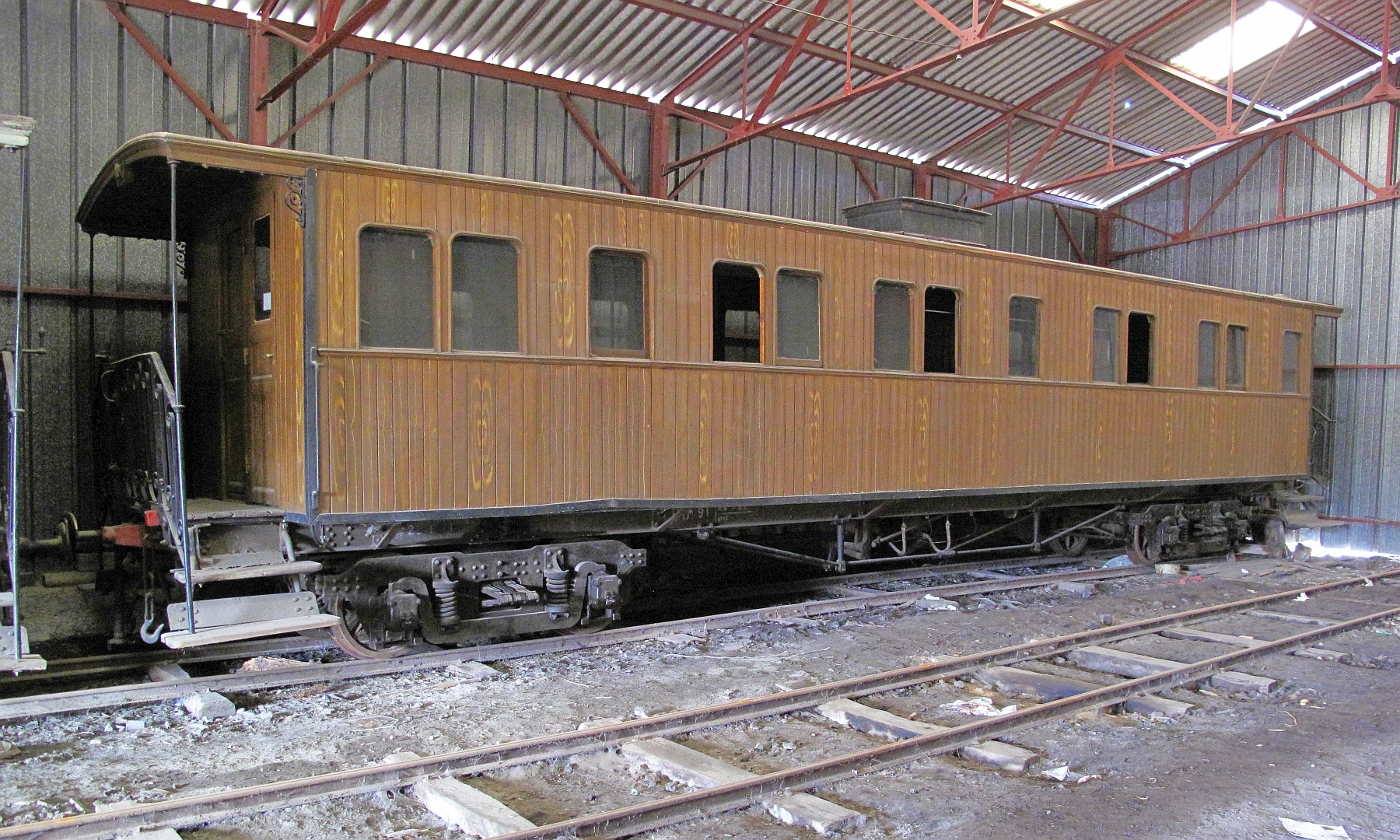
La voiture ABf 91 du Chemin de fer du Vivarais.
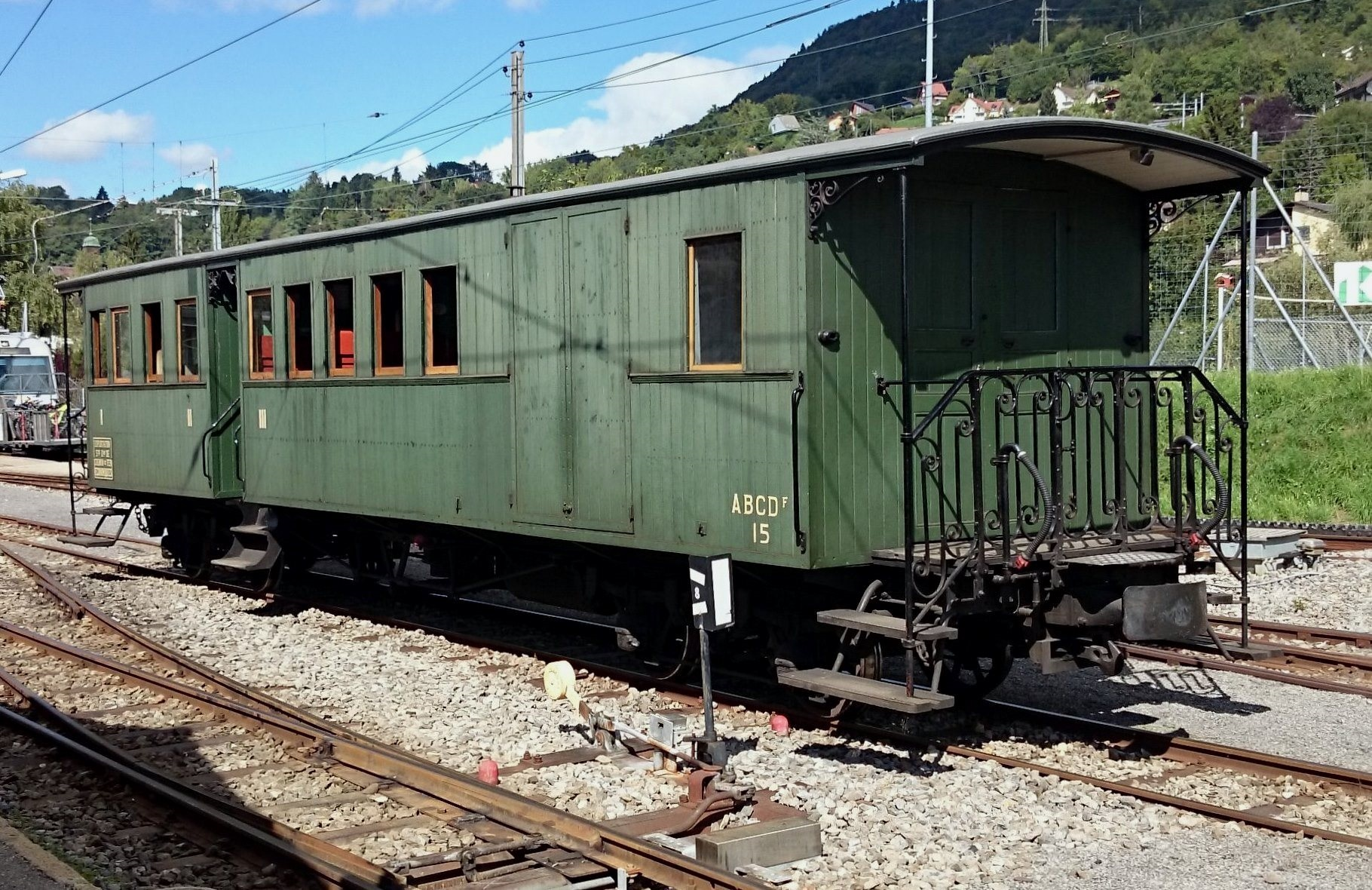
La voiture ABCDf 15 au Chemin de fer-musée Blonay-Chamby.

Un seul fourgon voyageur est préservé :
- Df 225, Train du Bas-Berry, propriété de la FACS.

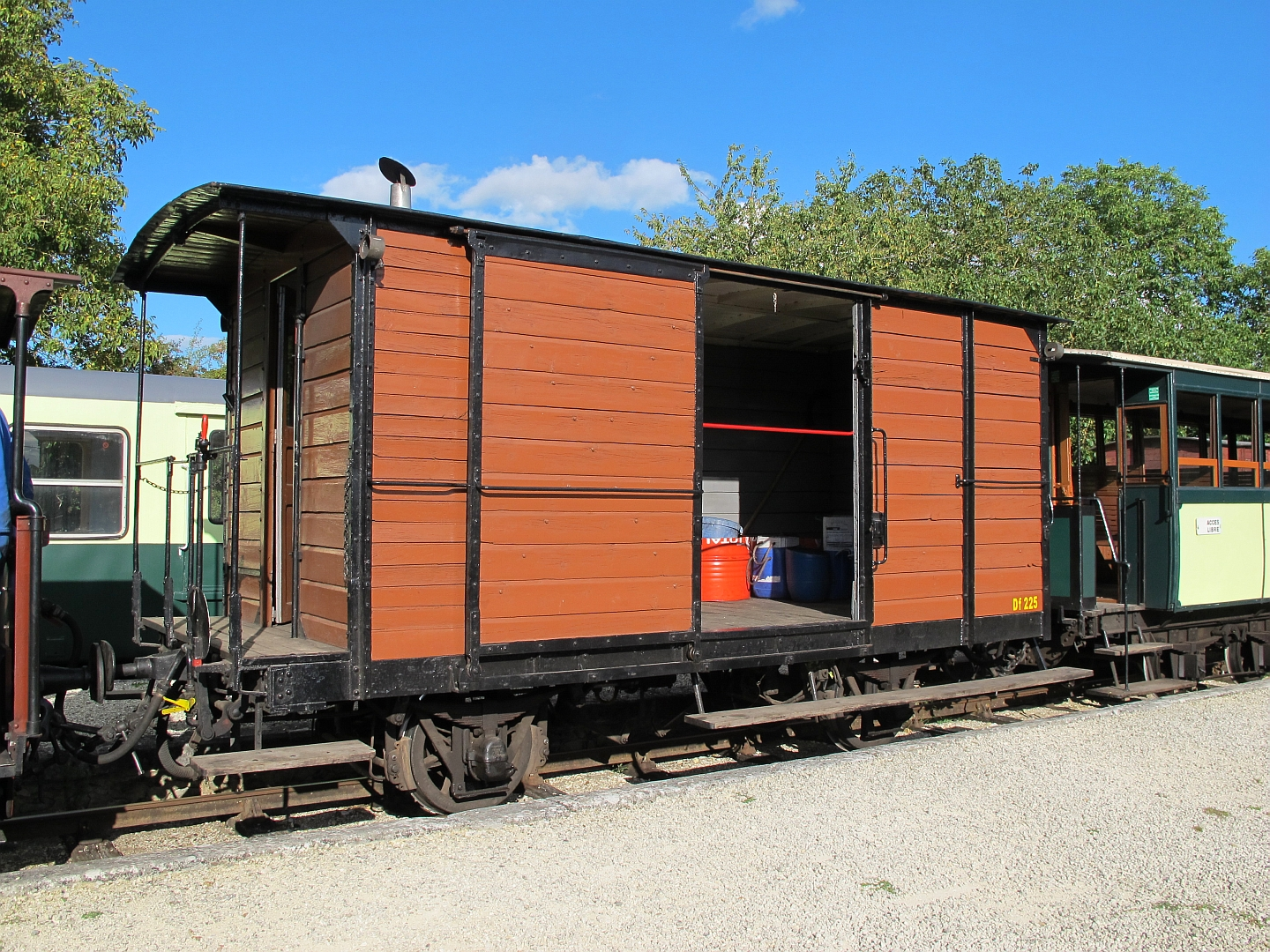
Le fourgon Df 225 préservé sur le Train du Bas-Berry.

Le nombre de wagons de marchandises préservés est sensiblement le même. On en retrouve sur :
- la ligne du Blanc-Argent ;
- le Chemin de fer de la baie de Somme ;
- au Musée des tramways à vapeur et des chemins de fer secondaires français ;
- à l'Association des chemins de fer des Côtes-du-Nord.

La majorité de ces wagons sont des wagons couverts rachetés par des particuliers à la fermeture du réseau.
Wagon couvert non freiné :
- K 434, Chemin de fer de la baie de Somme,  Classé MH (1993)[84] ;
- K 539, Musée des tramways à vapeur et des chemins de fer secondaires français (restauré en 2002).

Wagons couverts freinés :

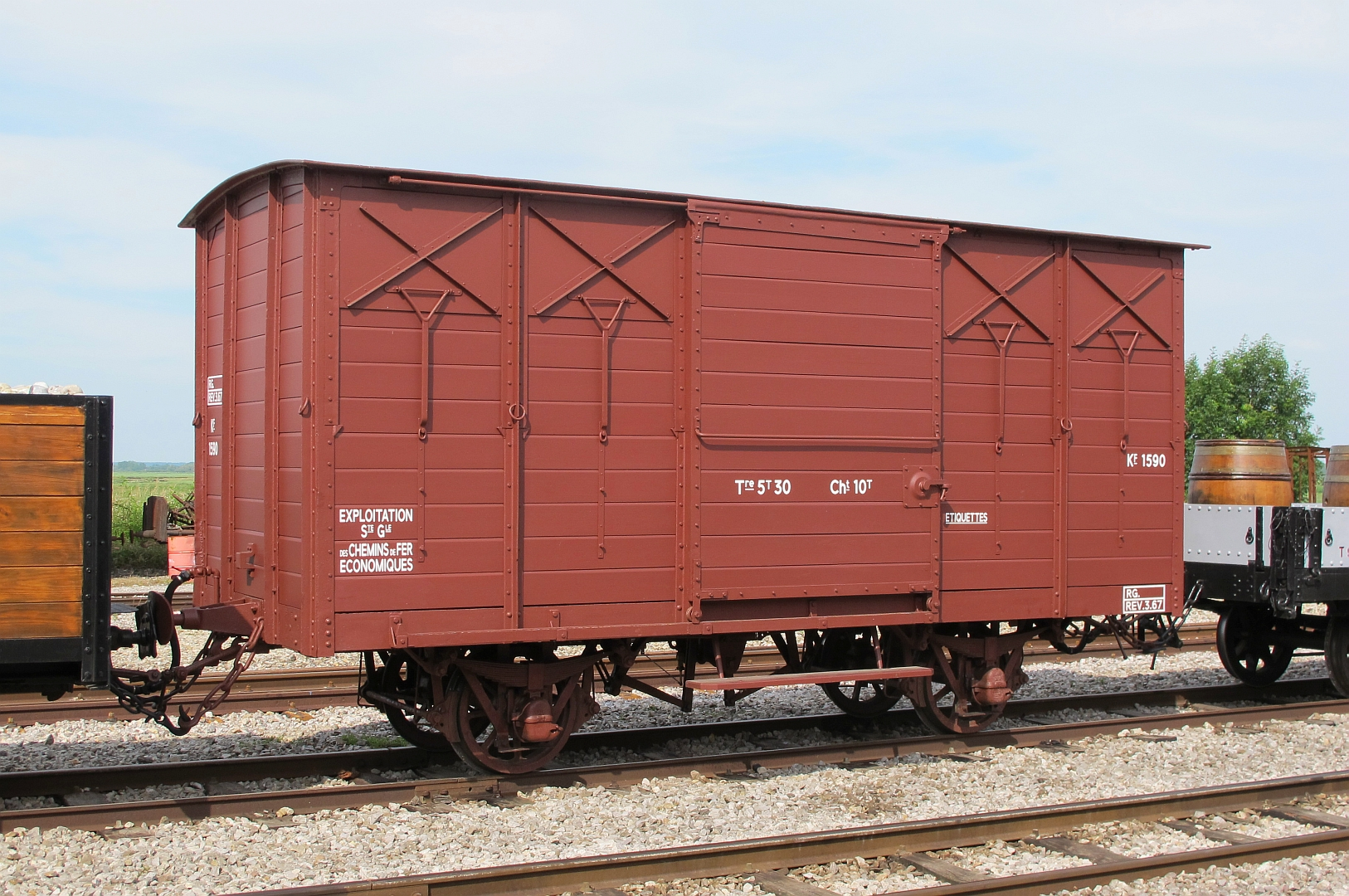
Le wagon couvert Kf 1590 préservé au CFBS.

- Kf 1374, Musée des tramways à vapeur et des chemins de fer secondaires français ;
- Kf 1420, Association des Chemins de Fer des Côtes-du-Nord ;
- Kf 1457, Musée des tramways à vapeur et des chemins de fer secondaires français ;
- Kf 1467, Musée des tramways à vapeur et des chemins de fer secondaires français (restauré en 2014) ;
- Kf 1501, Chemin de fer de la baie de Somme ;
- Kf 1502, Chemin de fer de la baie de Somme ;
- Kf 1584, Chemin de fer de la baie de Somme ;
- Kf 1590, Chemin de fer de la baie de Somme.

Wagon tombereau freiné :
- ULf 1706, Chemin de fer du Vivarais, propriété SGVA.

Wagon plat :
- HMf 1856, renuméroté S 3004, Association des Chemins de Fer des Côtes-du-Nord.

### Draisines

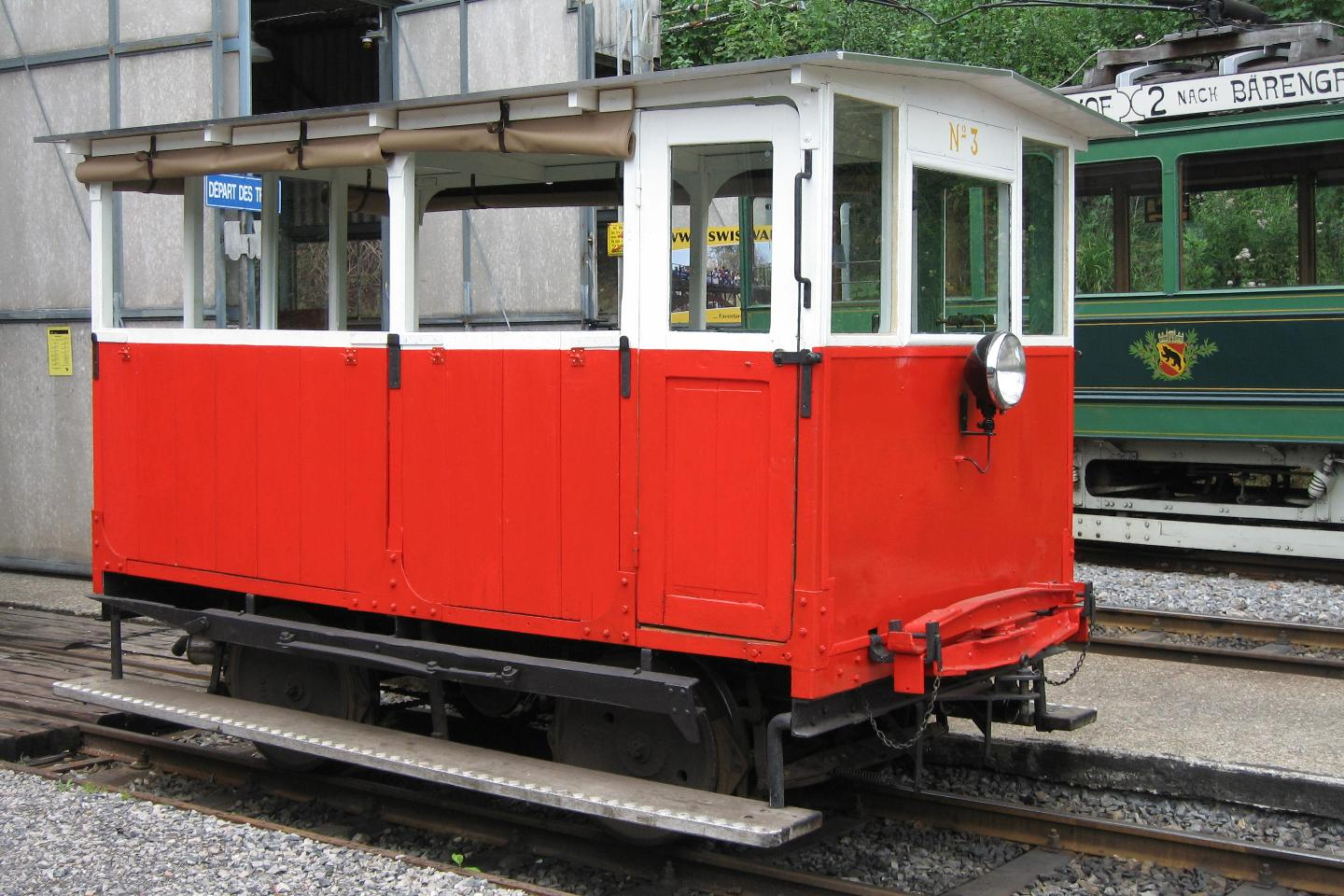
Draisine No 3 préservée au chemin de fer Blonay-Chamby en Suisse.

Six draisines Billard ont été préservées. Certaines avaient été transformées à l'écartement standard, lors de la mise à cet écartement d'une partie du réseau, ou à la suite du rachat par un autre réseau :
- numéro 3, chemin de fer-musée Blonay-Chamby, restaurée ;
- numéro ., Association des amis du Petit Anjou, remise à l'écartement métrique par l'association elle porte le numéro SE 4, restaurée ;
- numéro 5, préservée par un particulier à Portes-lès-Valence ;
- numéro 16, Voies Ferrées du Velay, restaurée ;
- numéro 103, Association des Chemins de Fer des Côtes-du-Nord, remise à l'écartement métrique par l'association, restaurée ;
- numéro 104, CFTA Carhaix, transformée à l'écartement normal, restaurée.